# ライドンキング
『ライドンキング』は、馬場康誌による日本の漫画作品。『月刊少年シリウス』（講談社）にて、2018年7月号から連載中。2024年7月時点で電子版を含む累計部数は200万部を突破している。
月刊少年シリウスの別冊『ネメシス』で2017年12月発売の37号まで掲載された馬場康誌の前作、『ゴロセウム』とその番外編の『騎乗遊戯1〜3』『異世界遊戯』を下敷きにした異世界ファンタジー漫画。キャッチフレーズは「最強大統領、異世界に乗る!!」。

## あらすじ
中央アジアの一角に位置するプルジア共和国を15年前に独立に導いた強きリーダー、終身大統領・アレクサンドル・プルチノフはある日の公務中、テロリストに襲われる。驚異的な身体能力で、突進してくるテロリストの大型トラックを背負い投げで退けたプルチノフだったが、そのトラックが自身を模した巨大石像の台座に激突し、石像の頭部が彼の頭上に落下した。
目覚めたプルチノフが目にしたのは今まで居た世界とは全く異なる世界であった。そこで初めて目にする巨大なワイバーンに跨り、得も言われぬ騎乗欲に駆られたプルチノフは大統領就任より初の長期休暇、騎乗休暇（ライドンタイム）に入るのであった。

## 登場人物 （亜人・魔獣含む）

### プルジア共和国
アレクサンドル・プルチノフ
主人公。中央アジアの小国プルジア共和国を大国から武力で独立させたリーダーで、同国の終身大統領。後にプルチノフ村の村長を兼任。
オキナワの古流カラーテを始め数々の格闘技に精通し、体得した格闘技はいずれも黒帯（ブラックベルト）というCQC（近接格闘）の達人で、武技は大統領流の名を冠する。その武力は震脚で地に埋まった石畳や岩を跳ね上げ、大型トラックを背負い投げ、貫手が人の首を貫くレベル。また気を練る要領で特大の魔力を放ち、魔狼の女王の牙も通さぬ肉体を持つなど桁外れの身体能力を誇る。戦闘は格闘主体だが、秘書に護身用の拳銃を持たされていた為にこちらの世界にも持ってきており、一度だけそれを使用した事がある。また強力な閃光の魔法を使えることから、「閃光魔術師（シャイニングウィザード）」と呼ばれる。大地神の加護によって自らの重量を増し、体格差が圧倒的な相手にも押し負けない技術も習得する。また、数百年生きる魔道士しか持たないはずの精霊眼を有している描写もある。闘竜鬼と化したエドゥとの戦いではリーチの差を覆すために闘気で巨大な腕を作り出した。
有形無形生物機械を問わず様々な動く物、果ては国家にも騎乗（ライドン）して乗りこなすことに至福を感じ、その欲望にちょっとだけ忠実な大統領。騎乗の際は肌で風を感じるため上半身裸になる癖がある。サキやベルからは魔獣に跨りたいだけの変態だと思われている。
襲撃してきたテロリストを撃退した際、自身の石像の頭部が折れて直撃する瞬間に異世界に召喚される。異世界に飛ばされた理由は現時点では不明で、大統領就任以来初となる長期休暇、騎乗休暇（ライドンタイム）として楽しむことにした。後に人馬族や山賊に囚われていた子供達を救ったことがきっかけで、王国や魔族との争いに身を投じることになる。混沌勢力や獣王からは「太陽神の使徒」と呼ばれている。
異世界に渡ってからは出会う者ほぼ全てから、何故か「邪神の神官（または格闘僧）」「奴隷商人」「悪魔像」「魔王」などとその面相を酷評される。強面の容貌とは裏腹に振る舞いは紳士的かつ、常に公正な為政者としての心を忘れず弱きを助け強きを挫く正義漢。過去の戦争経験もあって無用な殺生を避けているが、悪逆非道な輩には容赦の無い非情な一面も併せ持つ。自らの神に私怨を晴らすために力を振るうことはしないと宣誓し、建国した際に強大な軍事力をもてあそぶ独裁者の真似はせず、支配のための権威を求めず征服のための殺し合いを拒絶すると誓っている。そのため他者の誇りや幸福を尊重し、異世界の種族達から王の座に着くよう請われても断っている。
魔霊王（リッチ）によってダンジョンと化した獣王墓を攻略した際、獣王ヤムドゥアによって時と英知の神タナーシュの加護を受け、形を無くした雷神の隠刀と十二亜八冠、獣王の称号をも託される。この加護で学生時代の授業や視察した工場や研究施設の記憶を鮮明に思い出せるようになり、内政に役立てている。
プルチノフ自身の膨大な魔力と友情の神ティエンコジーの友情パワーと十二亜八冠の力でマルセロスとの人馬合体（ツープラトン）が可能となったが、本人としては「なんか違う」と思っている。
仕組みは不明だが巨大な龍脈と繋がった7つ目の龍穴（ドラゴンホール）であり、古竜でも命を落とすほど大量の魔素を一度に放出することが可能。龍脈を通ってこの星にやって来たらしく、同じ方法で地球に帰ることも可能とされる。龍脈の上流を堰き止めることで死の谷の龍穴を自らのチャクラに宿し、瘴気を封印することに成功したが、正常な龍穴で瘴気を吸い込んでバランスを取っているので、それ以外に力を使うと瘴気が溢れ出してしまい、またしばらく騎乗できていなかったストレスから、一時的に闘気を使う技を使用できなくなるという弊害に見舞われた。
ルチア
プルチノフの配偶者。故人。プルチノフにとってはかけがえのない人物であり、かつて共に戦場を馳せた仲でもある。
ナタリア
プルチノフの大統領秘書官。前作「ゴロセウム」に登場した大ロシア連邦の大統領秘書官・ナタリアによく似ているが別人である。謎の閃光と共に行方不明になったプルチノフの生存を信じており、失踪現場の調査で竜らしき巨大生物の噛み跡を発見する。
プルチノフの師
プルチノフの武術の師の1人。馬場の前作「ゴロセウム」に登場したヴォルグ・ハンドルエフによく似た人物。かつて格闘家としての体格は平凡であるプルチノフに自らの体格を上回るヘビー級以上の相手との戦い方や正拳突きの真髄を教授した人物。
イシバスキー
プルジアの政府関係者。国防戦力増強を理由に西側諸国からの戦闘機EF-2030 νTYPHOONの商談案件をプルチノフに持ち掛けるが、国民生活優先を理由に（本音は乗り飽きているため）一蹴される。続けてミサイル防衛近代化を訴えるがこれも主にプルチノフ自ら乗ることができないという理由から一蹴される。最後にプルチノフ自らが自身が乗りたいがためだけに言い出した宇宙ロケット開発のみはイシバスキー自身も核弾頭と弾道ミサイル開発を視野に入れたものと勘違いし、開発に全力を入れることを申し出た。
テムル/アスラン
プルチノフが公務の移動用に騎乗（ライドン）する虎。なお駐虎の際はコインパーキングに繋がれる。

### 異世界の住人

#### プルチノフ御一行
サキ・スクイーダ（通称：サキ）
ゴルドーの街の駆け出し冒険者の少女。17歳の只人。冒険者ランキングは6級の黄帯（イエローベルト）→2級の茶帯。職業は魔法剣士→雷電剣士（自称）。武器は雷の魔剣+1→雷鳴剣+5→+50のほか、数々の中古の装備品に身を包む。流派は上ノーゲン流剣術。金銭にうるさく損得勘定で行動しがちだが根は善人。魔獣の皮からベルの靴や開拓村自警団の革鎧の作製ができるなど、裁縫技術にも長けている。
プルチノフが転移した異世界の神殿前で出会った初の人間で、以降はパーティとして行動を共にしつつ、異世界の常識を教える。
実は王国西方の大貴族のスクイード辺境伯家当主の非嫡出子で、ベルとは幼馴染。側室筋であり、ベル曰くワールドクラスのクズ・オブ・クズの許嫁にされたという事情から、ベルと共に家を捨て出奔している。その際に家宝の一部を持って逃げたが、売却すれば足が付くので赤貧生活を強いられていた。
魔道学院に通っていたため魔法の基礎知識はあるが、希少だが身体強化には使えない雷属性を持ち、魔法剣士としては落ちこぼれだった。しかし海底迷宮における戦闘でプルチノフの現代知識を学んだことで、人類史上初の雷の闘気を纏う魔法剣士へと覚醒する。魔素を絶縁組織の鎧とすることで身を守りつつ、導電性の走路を作り出し、電磁推進による高速の攻撃が可能となった。技量はともかく、速さだけなら魔族最強の剣士であるリィナと同格にまで成長し黒帯を取得。肉瘴気とも戦えるまでの戦力となる。
ベルベディア・デルーシア（通称：ベル）
ゴルドーの街の駆け出し冒険者の少女。16歳の只人。サキの幼馴染。冒険者ランキングは6級の黄帯（イエローベルト）→2級の茶帯。職業は魔法使い→大魔導士（自称）で、サブクラスは錬金術師と聖治癒薬ソムリエ。語尾に「みたいな」を付けるのが特徴。
享楽的な魔法薬（ポーション）ジャンキーで、ポーション酔いしている際は露出狂になる。稼ぎは全てポーションに使い込み、常に幾つも隠し持つ。
パーティを組むサキと共にプルチノフが異世界で初めて出会った人間の1人で以降は行動を共にし、魔力や魔法がらみの解説や戦闘では適切な行動・アドバイスを行う。美と宝物の神メイウィザードの加護を持ち、鑑定能力にも長けている。
元々サキの実家であるスクイード西方辺境伯家に5代前から仕えている筆頭魔導師家の長女であったが、伝説級の魔法・魔圧縮（スモールパッケージ）を独力で開発したことで魔導院から追われる身でもある。子供の頃から誰よりも上手の天才魔法使いであり、学ぶことがなくなって自主的に魔術学院を卒業したとのことで、ほとんどが落ちこぼれとされる冒険者の魔法使いとしては異例に多くの魔法を使いこなす。プルチノフの龍穴を介して龍脈網から聖樹塔に不正侵入し、魔導院の秘匿技術である魔造人形の製造術式を降霊してエドゥの肉体を再構築している。その後黒帯を取得。
カーニャ・カンナリエン
ハーフエルフの少女。年齢不詳。職業は木工細工師で、サブクラスはアーチャーと精霊使い。木を加工できる創造魔法や精霊眼の持ち主で、ベルの「完全密室」の魔法を容易く破る実力も持つ。
見た目は少女だが、大猪鬼や半人馬のお婆曰く「ロリババア」「エルフの姫婆」。年齢は同じ村のエルフよりは若く、519歳未満とされるが、数々の集落を渡り歩いてきたことや祖母から教わったとされる古の伝説に詳しいことなどから正確には不明。
大猪鬼の手から救われて以降、両親はオークに殺害されたからと自らプルチノフ一行に加わる。たまにベルから魔法の実験台としてぞんざいな扱いを受けることも。一人称は私（あーし）またはカーニャ。嘘をついているときや真面目に話していない時、プルチノフの前では猫をかぶってニャンニャン口調をしているが、たまに素が出る。
実はハーフエルフではなく、森人の始祖であるハイエルフの八姉妹の末娘であることが判明。プルチノフ一行の助命のため、ミィナに投降してパーティーを離脱する。
聖王宮にて、木工魔法が、木の精霊ターメリィストームの力を借り、精霊の鑿を作り出す加護「精霊の木彫り」の効果であることが判明する。そして命の精霊ターナの力を借り、他者の肉体と精神を素材にして、別の生命に生まれ変わらせる恩寵「生命彫刻（ターナランジェロ）」に覚醒し、母親に取り憑いていた肉瘴気から竜の因子だけを抽出した。ただ、作り出した生きながらえさせる力は未だない。
ヨシュアス
元4つ耳族の魔族。両目に黒い菱型状の化粧をした褐色肌に、リィナと同じく4つ耳が特徴の男性。混沌魔導士（ケイオスソーサラー）の第二位階聖戦士で、上位風魔法と上位念動魔法を使いこなす。念動魔法は天才的だが、本人は風魔法にこだわっている。
北辺の侵略に参加した魔族の将。魔道具の鞍で支配下に置いた地竜キャルマーに騎乗し、猪鬼族の族長を得意の風魔法「風刃乱舞」で切り刻み、その集団を傘下にしてエーサンの街を侵攻しようとした。だが、通りかかったプルチノフ村にて風刃乱舞の原理を見破られ、風刃竜巻の魔法で砦ごと切り刻もうとしたが、プルチノフのフランケンシュタイナーに敗北。
その後はプルチノフ村の捕虜となり、道化風の化粧を落とされ魔力封じの腕輪をはめられたのちは、イキっていたのが嘘のように性格も本来の弱気なものに戻る。プルチノフが魔族の長と直接交渉に向かうことを決めた際には案内役として一時同行し、海底迷宮で姉達と合流して離脱する。
ボッチ
野生または誰かが捨てた野良ホッチ。サキが自分たちのホッチを呼んだ際に現れ一目でプルチノフに懐き、その乗鳥となった。ボッチの名はベルが初めに呼んだものをそのまま使っている。後にホッチテコンダーへと進化して、主人同様に後ろ蹴りなどの蹴り技を駆使して小鬼や猪鬼、盗賊との戦闘を行い、山籠りを経て脅威度黒5〜10の蠍尾獅子（マンティコア）すら仕留められるほど強くなっている。感情表現が豊かでプルチノフ以外の者が体を触ると露骨に嫌悪感を示し、ベイダーやキャルマーには対抗心を燃やす。サキやベルのホッチをも従えるリーダー格になる。ベルホッチはホッチメイジに進化して魔法が使えるようになった。
キャルマー
ケラトプスに似た姿の地竜。巨体でありながら揺れは全く感じず、極上のソファに似た柔らかさを持ち、騎乗感は非常に心地良い。ベイダーより一回り大きいが、魔境に生息する地竜の中ではそれほど大きくない。魔力を消耗しすぎると人族より体高の低い省エネモードになる。
魔道具で魔族の将ヨシュアスの支配下に置かれていたが、プルチノフによってその支配下からあっさり解放され、彼にライドンを許した。マッドゴン親方に製作してもらった竜櫓を背負い、角竜キャンピングカーとしてプルチノフと旅をすることになる。
龍穴であるプルチノフの側にいた事で、亜竜から真の竜へと進化して背中に翼が生えた。さらに進化時から溜めていた力を使って天龍種へと存在進化を遂げる。プルチノフ以外にも通じる言葉を使えるようになり、プルチノフの戦争に対する悲しみを感じ取って、古代のゴーレムと同じく固めて動きを封じる泡の龍閃砲を習得する。この龍閃砲は攻撃力は一切持たないが、傷つけようとする力を受けるほどに吸収して硬度を増していく。
ドナテロ
亀爺の子亀の城亀竜。進化したてで元の大きさに戻れないキャルマーに代わる荷運びとしてプルチノフ一向に協力する。甲羅の中は空間に作用する魔法によって実際の3倍ほどの広さになっており、広場&居住エリア、浴場、回復槽（タンクベット）の3層構造で、その下に内臓がある。居住エリアには井戸や畑、浴室があり、自身が死なない限りは何年でも自給自足が可能。

#### プルチノフ村の住民
女帝魔狼（ブル・ガルム） → 神獣ブル
魔狼（ガルム）の女王（アルファ）。当初は白く美しい毛皮を持つ皇帝級魔狼（ベイダーガルム）だった。スミスルに隷属の首輪で支配されていたが、プルチノフとカーニャに解放される。自身と同様に隷属から解放され、行き場の無い人間の子供たちを我が子として庇護を買って出るなど強い母性の持ち主。
その縁で廃墟同然だった開拓村（後のプルチノフ村）の住人たちから信仰の対象となり、神性を得たことで山神として神化し、村の守護を引き受ける。神獣となった後は攻撃魔法・獣神雷爆（ライガ・ボム）や飛翔魔法・獣神転翔（トペコーン）の魔法も習得。脅威度は黒50。ゴルドー騎士団との戦闘では、子供達を守りながらプルチノフの帰還まで時間を稼いだ。
女王の眷属
女王の群れの魔狼。女王とともに隷属の首輪を嵌められスミスルらに操られていたが、プルチノフ一行に解放されたのち開拓村で女王が神獣ブルへと進化した際、彼らもまた知性を得て人語を解し喋れるように進化した。中にはベルの口癖（ミタイな、など）が移った者もいる。ボッチとも連携してゴルドー騎士団に囚われていた人馬っ子（ケンタっ子）を取り返す活躍を見せる。
ベイダー
開拓村を襲った皇帝魔熊（ベイダーベア）の個体。村人から山の主と呼ばれ、人語を理解する。主食は川魚。
住んでいた山に迷宮ができたため山から降りてきてしまうが、プルチノフに爪釣込腰で投げ飛ばされて降参。サキやボッチ、魔狼の女王には村のための食糧や魔石として解体するよう言われるが、特技の穴掘りで村の周囲に空堀を掘ることで許され、神獣ブルの眷属として生かされることになる。ベイダーの穴掘りは後々様々な局面で役立つこととなる。またその鋭利な爪はベルが魔法で押し上げた地中の岩盤すらも容易く切削・加工し、ベイダーの存在がプルチノフ村の城塞化の原動力となる。さらに、大鍋を使用してプルチノフの指示通り炒め料理まで行うことができるなど、魔獣でありながら器用である。
リリィ
開拓村や辺境の村落からスミスルらによって攫われた少年少女の1人。開拓村の長の娘でプルチノフが解放した少年少女たちの受け入れ先として故郷の開拓村を提案し案内する。牙魔猪との戦いでも少年少女らを率先して戦う。
プルチノフ村の住民
滅びかけていた開拓村に隠れていたリリィの祖父母や老人たちと、プルチノフにスミスル山賊団から解放された少年少女たち。老人の中には鍛冶スキルを持った者もおり、プルチノフの下、少年らで自警団を組織するなど村を再建し始める。後にマルセロスの人馬族や猪鬼に、ゴルドーからの難民などもこれに加わる。
マルセロス
タクタロスの弟で人馬族（ケンタウロス）の現リーダー。黒髪の青年。弓と両手に剣を持って戦う二刀流の使い手。
ジェラリエに攫われた幼体の人馬族2体を取り返すためにゴルドーの街で騎士団を奇襲し、この時にプルチノフと出会う。その後、隠れ里を襲撃されたため、偵察中に出会った神獣ブルと共闘することになり、プルチノフ村でのゴルドー騎士団との攻防戦で、獣王と認めたプルチノフと人馬合体（ツープラトン）を果たす。
戦後、隷属の首輪の呪縛を自ら解き放った兄タクタロスより、族長の地位とその証の腕輪を託される。その後は生き残った人馬族らと共にプルチノフ村に移住。
お婆
半人馬（サテュロス）の老婆。プルチノフらに半人馬の生まれを解説した人物でタクタロスらの人馬族集団の生き字引的存在であり、半人馬を生んだ人馬族の過去の蛮行の生き証人でもある。
マルセイラ
マルセロスの妹。プルチノフ村では岩乳羊の乳しぼり等の酪農を担当している。豊満な胸と酪農の仕事を見たカーニャが彼女を乳タロスと呼んだ事もある。
ギマラ
プルチノフ村に恭順した猪鬼の長。森の食い物が急に獲れなくなり、食い物と引き換えに魔族と手を結んでいたが、指揮官のヨシュアスがプルチノフに敗北したため、プルチノフ村の村民になる。
マーニャ・スノウ
ゴルドーの街の冒険者ギルドの受付嬢にして代理総裁。笑顔で初対面のプルチノフに直球かつ慇懃無礼な物言いをする女性。胸が豊満。種族はヒューム。
ゴルドー陥落後はプルチノフ村に逃れ、避難民をまとめる。プルチノフの正体を引退して諸国を漫遊している他国の小領主か行政官だと考えており、その推理は当たらずといえども遠からずである。
ガブクス・ヤンクステーソン
全陽正教会、北辺管区副主教。ゴルドーの街の神殿にて、癒しの女神ミラーノの加護を用いて各種治療を行う治癒神官。治療の締めに口に含んだ魔法薬を患者の顔に毒霧の要領で吹き付ける。種族はヒューム。
ゴルドー陥落後はプルチノフ村に避難。
マッドゴン・ロン＝ベルド
ゴルドーの街の武器屋・ロン＝ベルドの主人。種族はドワーフ。サキからは親方と呼ばれ腕の良い武器屋として信頼されている。プルチノフにミスリルについての知識をレクチャーし、短剣を銀貨1枚で販売する。
ジェラリエの魔道具の鎧を修復するために王都から招かれ、そのままゴルドーの街に移住した。その縁で彼女をジェラ嬢ちゃんと呼ぶ。ジュラリエに連座して処刑されかけたが、魔族の襲撃に際して彼女に助けられ逃走。ゴルドー陥落後はプルチノフ村に避難し、プルチノフ一行が旅立つに当たって装備の整備や新調を手がける。

#### 貴族・王国関係者
ジェラリエ・ゴルドー
ゴルドーの街の領主、ゲルガラード・ゴルドー子爵の娘。24歳。職業は魔法騎士。元冒険者でランキングは2段（金筋二本黒帯）。隷属の首輪で従えた人馬族のタクタロスに騎乗する。武器は槍と魔法剣で、強力な炎系の魔法を操ることから魔族に「邪炎」の二つ名を付けられている。性格は冷酷非情。
実は人馬族を母に持ち、種族は只人ではなく半人馬（サテュロス）。マッドゴン・ロン＝ベルドに作らせた魔道具の鎧で下半身をヒュームに擬態し、ゴルドーの騎士団長を務め、街の支配を代行していた。
マルセロス捕獲の邪魔をしたプルチノフを「閃光魔術師」と呼び、配下の騎士らに命じて人馬族の隠れ里探索に出たプルチノフの後を追わせる。プルチノフ村でプルチノフとの戦いに敗れたのち、本物のカーヴィンに捕えられて正体が露見し、叔父であるキモードに公開処刑されそうになるが、魔族が攻めてきたことで自力で縛めを解く。街の人々が逃れる時間稼ぎのために吹雪の銀閃リィナに一騎打ちを挑み、数合打ち合ったが腹を割かれて致命傷を負い、右手を犠牲に至近距離から放った隼爆矢も通じず、最期は胸を刺し貫かれて敗死する。死後直後、ケイオスにより聖戦士への儀式が行われようとしたが、本人の魂は既にこの世への未練が無かった為それがかなわず、ミィナの指示で不死者に貶められることなく魂が解放（成仏的なものか？）された。
ゲルガラード・ゴルドー
ゴルドーの町の領主で子爵家ゴルドー家の当主。故人。奴隷商から買った亜人や鬼人を孕ませるのが生き甲斐の色豚と娘や実弟キモードに評される。ゴルドー陥落を前に死亡している。
キモード・ゴルドー
ゲルガラードの弟。プルチノフに敗れ魔道具の鎧を無くして半人馬の姿を露わにしたジェラリエをカーヴィンに捕えさせ、カーヴィンが悍ましい姿に変えた3名の騎士とマッドゴンと共に兄・ゲルガラードを謀殺した謀反人として、ゴルドーの町の民の前で公開処刑を行おうとした。邪王炎爆の剣魔法を使えるだけの魔力は持ち合わせておらず、魔族の侵攻を受け縛めを解いたジェラリエに一蹴された。その後、街に残った僅かな強欲商人たちと共に恭順を願い出るが拒否されて殺害され、混沌の試練に耐えられず最低レベルの荷運びゾンビとして復活する。
カミーノ
北辺西部ハイランド城の城主で伯爵。リーゲル卿の完敗を見て怖気付いた城兵に叛逆され、城門を開ける際に刺殺される。
リーゲル
ハイランド城を守護する最上級騎士の男。元四つ耳族のリィナを下等種族と侮っていたが、混沌の力を使わせることすらできず、両腕と首を刎ねられて死亡。

#### 魔導院
カーヴィン・ナーシュ・ミケル
黒の塔・第2席の地位にある黒魔導師。自身は魔導院千塔山に留まりながら、北辺へ自身の複数体（魔造人形・ホムンクルス）を数体送り込んで暗躍している。防御魔法に加えて熱線や雷撃などの攻撃魔法、最上位隷属魔法、混沌派神官が使う死霊術といった禁忌も含む多彩な魔法を操る。魔境に送り込んだホムンクスルは、本人より能力や知能を規制されており、内一体は回復魔法は本職ではないと語り、下手ゆえに彼に癒された箇所は異形化してしまった。
他の一体のホムンクスルは魔導院（タワー）所属の従軍魔術師としてゴルドーの街へ派遣されていた。人馬族の集落に攻め込むゴルドー騎士団に隼爆矢（ファルコンアロー）などの魔術兵器を供給する。プルチノフとジェラリエの交渉が決裂した際にプルチノフの銃弾とマルセロスの弓で斃れるが、その死で魔力的繋がりが途切れたことで異変を察知した別のカーヴィンがジェラリエを追跡し、捕らえてキモードに引き渡した。実は混沌陣営にも通じており、魔族によるゴルドー襲撃を裏で手引きしていた。
また、別の一体のホムンクスルが魔境に潜入しており、死の谷からプルチノフ御一行を追って聖王都へ侵入。キャルマーを尾行してダイアの地下研究施設を発見すると、魔導院への攻撃を画策していたとして、対魔族用聖笛でリィナとヨシュアスを無力化し、最上位隷属魔法で操った複数の最終進化魔獣を使って聖王都で破壊工作を行う。だが、プルチノフの常識外の行動に翻弄されて切り札のドラグリフォンと聖笛を失い、強力な結界の指輪で持久戦をしてから撤退しようとするが、笛の音から解放されたリィナによって結界ごと細切れにされて死亡する。
そして、プルチノフ村を襲ったホムンクルスのアンデッドから得た情報から、プルチノフ及びベルとハイエルフの彼らの能力や技術・叡智を欲して、それらを手に入れるべく自ら魔境に赴くことを決め、龍脈炉の出力を最大にして最果ての転移陣を起動させる。だが、プルチノフが星河昇龍で逆流させた龍脈に乗った膨大な瘴気を浴び骨だけを残して死亡、無数の犠牲者たちの怨念により魂を未来永劫に渡り苦しめられることとなる。
ハンス・レンティング
龍脈炉を作った黒の魔導師の一人。両親が無魔導者かつ平民出身であったが、新任の3級魔導師の頃、人間を素体とする人造魔獣の魔石を巨大化させるため、カーヴィンによって餌となる人間により強い怨念をより効率的に植え付ける実験の担当者に抜擢される。自分を蔑む同僚や、自分を人間とすら思っていない黒の塔の元老達に自分を認めさせるため、妻の協力で怨念を数値化し計測する魔道具を開発、親友やその家族まで利用して怨念の研究に邁進し1級魔導師にまで上り詰める。だが、1級魔導師としての初任務で自分自身の怨念を人造魔獣に喰わせるという実験に利用され、その過程で両親と妻子も惨殺、激しい恨みを抱きながら龍脈炉に落とされて死亡、瘴気の最初の怨念の一人となった。
後に聖王宮のボス肉瘴気に接触したプルチノフの前に姿を現わし、瘴気の誕生の歴史について語り、彼の協力で自らの仇であるカーヴィンへの復讐を遂げた。

#### 人馬族（ケンタウロス）
タクタロス
人馬族の元リーダー。ジェラリエに捕らえられ、隷属の首輪を嵌められたためにジェラリエの人馬騎士として使役される。剛健な体躯と優れた戦闘技術を持ち、プルチノフからは骸竜と化したディーンボウより難敵と評された。
プルチノフ村でジェラリエと共にプルチノフを苦戦させたが、マルセロスと獣神合体したプルセロスの大統領流人馬鉄騎正拳突き（ケンタウロストレート）に敗れ、自ら隷属の首輪を外すとマルセロスに族長の地位と証の腕輪を託し、ジェラリエを連れてプルチノフ村を後にした。隷属の首輪を強引に外したことで致命傷を負っており、意識を取り戻したジェラリエに自身とジェラリエの母アルセリアとの関係を話し、ゴルドーに戻らず冒険者として生きるように諭すが、魔術師カーヴィンの攻撃からジェラリエを庇い殺害された。
アルセリア
タクタロスの妻となるはずだった人馬族の女性。タクタロスによるとヒュームに攫われたとのことで、ゴルドー卿ゲルガラードに売られジェラリエを産んだ。

#### 獣王
ヤムドゥア
故人。獅子の頭を持った亜人であり、プルチノフ村の周囲にある山の中の獣王墓に埋葬された人物。ディーンボウを愛竜としており、獣王墓をダンジョンと変え愛竜ディーンボウを呪い殺して骸竜として使役していた魔霊王がプルチノフに滅された直後、その前に霊体となって現れ、礼を述べると自らの存在と引き換えに時と英知の神タナーシュの加護を与え、形を無くした雷神の隠刀と十二亜八冠、獣王の称号をプルチノフに託してディーンボウと共に消えていった。

#### エルフ
エルフの男性
カーニャを大猪鬼達に生贄として差し出したエルフ。519歳。純粋なエルフの生娘を差し出さなかったためオークたちに「カマドウマ野郎」扱いされ、斧で頭蓋を叩き割られて殺害された。

#### 魔獣使い
スミスル
西方から流れてきた魔獣使いの卑劣な蛮人。種族はヒューム。ジェラリエにタクタロスを操るための隷属の首輪を渡したのもこの男。
ゴルドー近隣の村落で山賊行為を働いており、ジェラリエの指示を受けたゴルドー騎士団の依頼でプルチノフ一行の後を尾けていた。ゴルドー近辺では禁制となっている隷属の首輪を用いて操っている魔狼や孤児たちを先頭にプルチノフに攻撃を仕掛けたが、サキとベルに部下を制圧されたのち、プルチノフに魔力（気）を乗せた言葉で魔狼や孤児の隷属の首輪の支配を抑えられ、カーニャの協力でプルチノフが魔狼の女帝を隷属の首輪から解放したため、最期は魔狼の女帝に体をバラバラにされた。残党は回収した隷属の首輪をつけられて自首を命じられるが、街に着く前にジェラリエら騎士団に始末される。

#### 猪鬼（オーク）
ガマラ
猪鬼集団のリーダーの大猪鬼でアニキと呼ばれる。若い生娘のエルフを差し出すという契約に違反したエルフの村の男性たちを殺害し、抵抗したカーニャを捕らえて運搬する際にカーニャの悲鳴を聞きつけたプルチノフに遭遇。交渉の余地なく戦闘となり、プルチノフの大統領流斧弾頭DDTで自らの斧に叩きつけられて頭蓋骨を割られ致命傷を負うも、EX残機で蘇って必殺の猛猪覇豚道を仕掛けたところ、逆に大統領流霊長類強制騎乗術で返され、苦痛に「パロー！」と悲鳴を上げていたところをカーニャに治りきっていない頭蓋の傷口から脳に木製のナイフを刺され死亡。配下の生き残りはヨシュアスに降って侵略に加担したが、最終的にプルチノフ村の村民となる。

### 混沌（ケイオス）勢力

#### 魔族
リィナ
元四つ耳族の魔族。二つ名は吹雪の銀閃。甲冑を纏った獣の様な4つ耳と銀の髪に褐色の肌を持つ女性。四つ耳の王族の生き残りとされている。
形の上では首都である聖王都の領主であるが、政務は副領主のダイアを筆頭とする流れ者の森人や只人に任せている。煽り文句と威嚇以外の語彙が貧弱で、交渉は苦手。生まれ育ったのは聖王都の娼館で、領主となった今も生家で暮らしているが、ダイアの教えを守った結果、娼婦になれなかったのだという。
風の魔素をまとい、四つ耳の敏感な耳の聴覚と体毛の触覚で空気の流れを読むことができ、その精度はベルの探知魔法をも上回る。剣の一振りでゴルドーの騎士3名の首が飛び、ジェラリエとの一騎打ちでも寄せ付けず、至近距離で隼爆矢による爆発を受けても全く傷を負わぬほどの腕前。王国では敵う騎士は存在しないと言われており、闘気で作った巨大な剣で巨大な最終進化魔獣の身体さえ両断する。
幼い頃に聖王都の娼館に買われ、弟と一緒に育てられる。娼婦になりたくないと剣の修行を積み、数年後、弟を人質に客を取るよう強制されたことで楼主に反発して、用心棒を退けてダイアやヨシュアスと共に娼館を脱走。瀕死の弟を助けるためにミィナを頼り、彼のために魂の半分以上を混沌に捧げた。弟のヨシュアスを少々過保護と言える程に可愛がっている。
ダイアの研究を悪用して聖王都を攻撃したカーヴィンを撃破したあとは、プルチノフ達と和解。自分と互角の速度を持つサキを気に入り稽古をつけているが、他人との距離感が壊れていて、殺すか家族かの2択しかないので、友人というより付き纏っているだけと指摘されている。
エドゥ
死の谷を治める元王闘鬼の魔族。二つ名は死の谷の牙。大柄かつ筋骨隆々で額から頭部に生えた長短2対の角と褐色の肌が特徴的な女性。
魔法防御を施した4メッツァーの城壁をハンマー一つで打ち破るほどの膂力を持ち、格闘戦でプルチノフと渡り合うほどの腕前。
戦鬼の傭兵団の団長の娘として生まれ、自分を舐めた相手に恥をかかせてやりたいという一心だけで、女の役目とされている飯炊き洗濯をせずに子供の頃から戦場へ繰り出していた。唯一の友人であった四つ耳族のリリィを死に追いやった父から団長の地位を奪い、いくつもの戦場を渡り歩いたが、数年後、味方に嵌められ背後を突かれて傭兵団は壊滅。相手を返り討ちで皆殺しにしたものの自らも致命傷を負うが、死の間際にミィナにスカウトされて、まだ戦い足りないという未練から聖戦士へと転生した。
海底迷宮でプルチノフと交戦、死の谷での再戦を約束して、ヨシュアスを連れて迷宮から脱出する。約束通り谷へやって来たプルチノフと再会するが、瘴気を取り込み過ぎて竜返りしてしまい、プルチノフと同等以上の格闘術と巨体で苦しめ、彼をして人生最強の相手と言わしめたが、同じリーチの腕を闘気で作り出されたことで逆転され、鉄騎灼熱正拳突きで腹に穴を開けられて失神。龍穴をプルチノフが封じたことで力を得られず死にかけるが、ベルが変質しすぎた肉体に代わる新たな器となる魔造人形を成型し、同じ魂を移し代えたことで復活した。プリセットされた肉体バリエーションの関係で体格こそ以前より細身になったものの、プルチノフの龍穴を使った魔力炉で作られた肉体なので常に龍穴から力が供給されており、聖戦士だった頃よりも力が増している。プルチノフの力の一部を受け継いだことから竜化した己を倒した彼をオヤジと慕うようになり、その後の旅に同行する。
ミィナ
元始祖種（ハイエルフ）の魔族。二つ名は死泉の魔女。小柄で尖った耳と褐色の肌を持つ混沌の神官。ハイエルフ八姉妹の七女。過去に巫女として加護の力を強要され、他者の心を引き受け過ぎたために自らの心を失っている。
加護は他者の心労や悲しみを吸い出し、引き受ける「心苦の癒し」。恩寵は他者の魂までも引き受け、自らの魂を霊魂の仮の家として同居させることができる「霊器（ラスカティオラス）」で、心を失った代わりに得た。同居させる魂の恩寵も使用可能であり、これによって他の姉妹6人に由来する多彩な能力を操っている。ただ、自身が死亡すると中にいる霊魂たちも霧散してしまう。
海底迷宮において500年ぶりに同胞であり姉のカーニャと出会い、プルチノフ一行を見逃す代わりに彼女を連れ去る。
次代の聖王であるが、母に代わる力を得る必要があったため、見つけた姉妹を聖戦士とした後で力と命を捧げさせていた。カーニャの未覚醒の恩寵が母を救う手段となると信じており、覚醒した妹の魂をもって役目を引き継ごうとする。竜の因子を抑えられず暴走した母に致命傷を負わされるが、カーニャが母親を葬った後、次姉の治療で一命を取り留める。
リーシュ
ミィナの能力で、自ら望んで彼女に宿ったハイエルフ八姉妹の長女。口数の少ないミィナがすらすらと話す時は、すべて恩寵の力を用いた彼女の吹き替え能力によるものでミィナ自身の思考ではない。
加護は数秒程度の記憶の断片を他者1人に伝える「記憶送信（ショートメッセ）」。恩寵は魔力の窓を作り、そこに望む映像と音声を再生することができる「呪導映像通話術（シュマホーン）」で、魔力波長を記憶した相手なら遠隔でも音声を伝えることができる。
ギーリア
ハイエルフ八姉妹の次女。カーニャが粗暴なのは森人に育てられたせいだと思っている。ミィナが母親に瀕死の重傷を負わされた際に、恩寵を利用した「神薬霧」で命を救う。
加護は自分が冒された記憶のある毒を冷たく微量なアイスの霧として周囲に発生させる「毒の霧」。恩寵はあらゆる毒を作り出し、毒霧の槍として敵に撃ち込む「死湖紫霧（デスレイクミスト）」で、龍さえ殺すデイルモンドの毒泉に投げ込まれた際に体得した。また、毒を掛け合わせる「霊薬調合」で、神薬（エリクサー）すら調合できる。
マリーカ
ハイエルフ八姉妹の三女。粗暴なカーニャを先に殺して魂を抜いておいた方が安全だと考えていた。
加護は死者の魂を解放し、その者が望む神の下へ送る「霊魂葬送（ミチュドーラ）」。恩寵は冥界の女帝神ブゥルーの力を借り、死者の魂を死と生の狭間に固定する「招魂泉浄（デスレイクドライブ）」。魂の強度によってほとんどは不死者となるが、ごく稀に混沌の聖戦士となる。
ヒューメリア
ハイエルフ八姉妹の四女。極度の恥ずかしがり屋で、また一度目の恩寵の使用で3つの街を滅ぼしてしまった心の傷から言葉を失い、肩に乗せた人形で腹話術しないとしゃべれない。
加護は闇精霊スターネスの加護により、人型のものなら傀儡として操作できる「傀儡廻し」。気を失った人間や死体でも短時間なら動かすことが可能で、自らの思い通りに喋らせることができる。恩寵は不死者やゴーレムを軍団規模で使役する「軍団支配（ジェイ・ニー）」。
ウーニャ
ハイエルフ八姉妹の五女。恩寵によってカーニャの加護の可能性を見抜き、恩寵に進化させるきっかけを作った。
加護は嘘を見抜く目「偽りの看破」。恩寵は魂の強度や本質までを見抜く鑑定眼「魂鑑定眼（アマリリス）」。
ナーニャ
ハイエルフ八姉妹の六女。
ミィナが瞑想の眠りについている隙にプルチノフに接触し、生け贄になることを望まないカーニャを儀式から助けるよう頼む。
加護は魔力の荊棘を作り出して敵を縛り上げたり、鞭としてしばき倒す「荊棘の鞭」。恩寵は荊棘の輪を作り、その輪を転移門にする「闇呪棘転移門（ハーミットゲート）」。魔映通信で映像のみを遠方に送ることも可能で、こちらは大きな力を使う必要はない。
ヨシュアス
二つ名は首狩り。リィナの弟。#プルチノフ御一行を参照。
聖王
当代の聖王（魔王）にして、カーニャ達ハイエルフ八姉妹の母。自身の生命力を使って聖王宮の周囲に混沌結界を張り巡らせることで巨大肉瘴気を封じているが、肉瘴気の侵食によって左半身の一部を除いて竜化してしまっている。
実は肉瘴気を抑える力はとうに失っており、創造主の命に背くわけにはいかないと、瘴気の浄化ではなく自分の命を繋ぐために龍脈の力を利用していた。カーヴィンが龍脈炉の出力を上げたことで流れ込む瘴気の量が激増した結果、生への執着で自我を竜の因子に乗っ取られかけ、ミィナの力を奪おうと暴走してしまう。だが、儀式を経ずに恩寵に覚醒したカーニャによって龍の因子を摘出され、龍脈の力を失って急速に老化し塵と化して死亡した。

#### ダンジョン
魔霊王（リッチ）→ 魔霊大王（エルダーリッチ）
プルチノフ村付近の山中にある獣王墓をダンジョンと変え、真竜ディーンボウを100年かけて呪い殺して骸竜（ゾンビドラゴン）と変え使役していた存在。金持ちという意味での「リッチ」ではない。
スケルトンや幽鬼をダンジョン内に配していたが、プルチノフが魔石を用いた光で幽鬼を退治したことから太陽神の使徒と認識し、自らの居場所に誘導する。骸竜ディーンボウを戦わせていたが、プルチノフによって呪縛を解かれたディーンボウのブレス攻撃を浴びて身体が崩壊、悪足掻きでダンジョンを崩壊させようとしたところをサキの全弾雷牙（フルバーストライガー）でトドメを刺される。
消滅寸前で海底迷宮の心核に拾われ、魔霊大王に進化させられ階層主に任じられ、太陽神の使徒の魂を1000玉集めれば人界に解き放つ契約を結ぶ。自身の元に送られたプルチノフとヨシュアスを王幽鬼の群れと共に襲撃したが、2人のコンビネーションを前にとっておきの必殺技を出す間も無く倒された。
海底迷宮の心核
迷宮核。騙して門番をさせていた古代牛頭人が敗れると迷宮の入り口を崩壊させようとし、強引に突破された後もプルチノフ一行を分断して3体の階層主とそれぞれ戦わせるなど陰湿な妨害を繰り返すが、プルチノフが投げ返したエドゥの超重魔槌が直撃して絶命した。
ウィンドス&ボルトス
神々が人界に起こした最大の戦で太陽神の先鋒を務めた古代牛頭人の兄弟戦士。種族の呪いを解くために混沌の神々や眷属を人界から追い出すべく奮闘したが、海底ダンジョンに挑んだ際に敗北してしまい、呪いを発動しないという迷宮主との約束を信じて1000年間迷宮の門番を務める契約を結ぶ。
太陽神の使徒であるプルチノフ一行を迎え撃ち、キャルマーを倒すもプルチノフに敗北。彼らの言葉から契約が履行されていなかったことを知り、自分たちの愚行に意味を持たせるために崩落する迷宮を石化しつつある肉体で支え、一行を迷宮内部へと送り出したのを見届けて死亡する。
ピサール
死の谷の闘鬼王種（キングオーガ）の亡霊。海底迷宮の心核から筋肉迷宮の階層主を任されており、人界に甦るために太陽神使徒を1000人捧げる契約をしている。
自分の元へ送り込まれたサキとホッチ3羽と戦い、ホッチ達を軽々と一蹴。サプルチノフの現代知識で雷属性の身体強化に成功したサキに首を刎ねられるが無限残機で復活し、消耗して動けなくなった彼女にとどめを刺そうとするも、迷宮内に現れたリィナに魔石ごと切り刻まれて死亡した。

#### 死の谷
ガドゥ
先代の死の谷の牙。肉瘴気によって闘鬼竜と化しており、龍穴を守る柱として死の谷に縛られていたが、プルチノフ一行が谷を訪れた日に限界を迎えて死亡する。
ライドウ
死の谷の王闘鬼。王闘鬼流五龍斧（ゴリュウフ）術の使い手。死の谷の呪いを解いて女王を救ったプルチノフに従い、エドゥの指名で聖王宮を目指すプルチノフ一行に同行する。
タザール
死の谷の王闘鬼。死の谷イチの知恵者で、九九を6の段まで覚えており、王闘鬼にしては勘が鋭い。プルチノフを鬼皇と讃え、聖王宮を目指すプルチノフ一行に同行する。魁・男塾という漫画作品の田沢のオマージュのキャラ。

#### 聖王都
ダイア・ライカストーム
聖王都の副領主を任されている只人男性。元は娼館付きの治癒士であり、子供たちの教師も兼ねている。
実は元魔導院所属の魔術師で、独眼（サイクロプス）の異名を持ち、氷の術式を得意とする。綺麗事では現実を変えられないと経世済民を掲げる白の塔を見限り、仲間と共に蒼紫の塔を立ち上げて黒の塔と対立するが、仲間と妻子を殺害されて魔導院を追われ、魔王国（聖王国）へと流れ着く。聖王都の娼館でリィナに出会い、自分の失敗について選択を間違えたのではなく力が及ばなかったからだと証明すべく、非力な姉弟に接していた。だが、己の言葉のせいでリィナが娼館の楼主に反発してしまい、責任を感じて人質にされていたヨシュアスを助けて逃亡し、転魂の儀式の奇跡に触れたことで魔族になった2人を守り抜くことを誓う。
本気で魔導院と戦争することを目論んでおり、聖王都の地下工房で、最終進化魔獣から回収した大魔石を利用して魔導院の最高秘匿技術である強制最終進化の実験を行っているほか、自分自身の魔造人形を大量に生産している。施設を発見したカーヴィンに自らの研究を悪用されて聖王都に甚大な被害を及ぼしてしまい、責任を取って処刑されることを望んだが、副領主を解任の上で次期領主のヨシュアスの家庭教師となり、知識と行政手腕を全て伝授することを償いとして命じられる。
天空聖樹（ヒューペリエント）
数百年前まで聖王都の周辺に根を張っていたが、現在では龍脈の力を失って眠りにつき倒木になっていた。しかし、プルチノフのライドンにより龍穴の力を受けたことで復活し友人となり、再び聖王都の周辺に根を下ろして街の周りに森を再生させる。

### 魔獣

#### 真竜
ディーンボウ
獣王ヤムドゥアの愛竜であり兄弟のような存在。ヤムドゥアの死後は獣王墓を守る存在であったが魔霊王に呪い殺され、骸竜（ゾンビドラゴン）として使役されていた。意思を失い魔法も封じられた状態でありながら、圧倒的な巨躯でプルチノフを苦戦させたが、プルチノフによって魔霊王の支配から解放され、逆に魔霊王をブレスで崩壊させた。その後、霊体のヤムドゥアと共にプルチノフの前に姿を現し、魔霊王から解放してくれた礼をして消滅して逝った。
亀爺（かめじい）
近海に住む巨大な亀島竜（ザラタン）。海竜たちが成竜になるまで見守る存在であり、天龍種の一角でもある。プルチノフの良心と器を試すべく人質を要求するが、試すという行為自体が他者を見下す増上慢と叱責され、殴られた後で対等な友となり、すべての知恵ある海の種族を治める海王の証である盾を授ける。背中の甲羅の中にある太陽竜宮内に一行を招き入れ、プルチノフが龍脈に開いた7つ目の龍穴である事を教え、移動を助けるためにドナテロを派遣する。
天炎龍レボルシオ&天雷龍サンダストーム&天嵐龍ルークウォン
聖王との盟約で駆けつけた天龍たち。聖王宮から溢れだした巨大なボス肉瘴気を攻撃したものの、歯が立たず一蹴される。

## 登場する用語・設定

### 国家・都市

#### 国・組織
- プルジア共和国 = プルチノフが元居た世界の中央アジアの一角に位置する小国。15年前に大国から武力で独立を勝ち取り建国を果たした新国家。猛獣の如き勇猛さで周辺諸国の畏怖と敬意をも勝ち取っている。強い男を尊ぶ風潮がある。
- アントニス王国 = 新王国と称される只人の国。支配領域は海峡を隔てた内地と、魔境に隣接する北辺に分かれている。只人のみが人類と唱える新陽教が支配的であり、亜人は本来の生活圏を追われ、奴隷として売られることもある。辺境貴族の権利として、魔族から奪った魔境の土地は切り取り次第と王家に認められている。貴族家の領地を押領すると法律で族滅が相応とされる。
- 聖王国 / 魔王国 = 混沌勢力に与する魔族に支配された魔境の呼称。混沌勢力側では聖王国、太陽神とその眷属神を信奉する側からは魔王国と呼称される。混沌の神々は姿形で信仰を差別しないため、多様な亜人種が生活しているほか、新王国で何かやらかした只人が相当数移住している。住民のほとんどが種族や部族ごとの自給自足生活を送っている。
- 魔導院（タワー） = 全ての魔法組織を司る双子の塔。各地の魔術学院、王侯貴族に教師・顧問・従軍魔術師を派遣し、隼爆矢などの魔術兵器や魔造人形（ホムンクルス）をも開発する組織。例えるなら「多国籍化した軍需産業と民間軍事会社のようなもの」[28]。
  - 魔導院千塔山（サウザンタワー）= 魔導院の本拠地と言われる山。その場所は秘匿されており、選ばれた魔導師しか招かれることはない。それぞれの塔は学派ごとに色分けされ、影響力の強い塔ほど巨大である。戦略兵器から知育玩具の開発まで、幅広い研究が成されている。発見価値は高いが危険度も高い[29]。
- 冒険者ギルド = 冒険者の活動を管理する組織。主な仕事は魔物の討伐やゴミ屋敷の清掃など。ギルドへの登録料は小銀貨1枚。空手などと同じような昇格制度があり、最初は10級の白帯からスタートし、オレンジ・青・黄・緑・茶・黒へと色が変わり、黒帯以降は金のラインが増えることでランクを示す。黒帯でようやく中級と認められる。旅人の保証人になる際には銀貨3枚支払わなければならず、旅人が問題を起こした場合は連座して裁かれる。多くは野良仕事もマトモにできずに農村から人減らしで追い出された子供であり、大半は弱いモンスターも狩れず食い殺される。だが、危険の少ない薬草集めでは街の人頭税を払えず、山賊になる場合もある。

#### 都市・街（内地）
- ネヴュートス = 内地にある都市。ボクスへの航路を持つが、ウルグスへの航路は大型海洋魔生息域のため不通。
- オームスの街 = ネヴュートス海峡を挟み内地の北端に位置する街。ボクス、エーサンへの航路を持つ。

#### 都市・街（北辺）
内地と潮の河（ネヴュートス海峡）を挟んだ北側の魔境にほど近い地域。ボクス伯家とゴルドー子爵家ほか、エーサン、エイサス、ハイラント、ウルヴスの町を支配する5つの子爵家で構成される地域。魔境の入り口に当たるので、魔獣や魔族に備えなければ生き残れない。
- 港湾都市ボクス = ボクス伯家が支配する北辺の拠点港湾都市だが、魔族の軍勢の侵攻によって陥落[30]。
- ウルヴスの街 = 北辺最南端に位置し、大型海洋魔の生息する海域に面した街。
- エイサスの街 = 魔族の勢力圏と最も距離が近い北辺最北の街。すぐ北にアッサム砦がある。
- エーサンの街 = プルチノフ村から僅かに東へ進んだ辺りにある北辺最東端の街。ゴルドーやボクスへの陸路は猪鬼勢力圏の存在から事実上の不通。
- ゴルドーの街 = 北辺のほぼ中心に位置するサキとベルが住む街。石造りの城壁によって囲まれている。王国の辺境で魔境が近く、資源目当てに商人や冒険者が集まり賑わっている。また、亜人の奴隷売買で得た富を防衛のための資金に当てている。後に3名の魔族の将（リィナ、ミィナ、エドゥ）に攻められ陥落[31]。
- ハイラントの街 = 北辺最西端に位置する街。ゴルドーの街に続いて陥落。
- プルチノフ村 = 魔境に近い北辺の南東側にある滅びかけていた開拓村。猪鬼勢力圏の側であり賦役や山賊・魔物の襲来で若い働き手を失い老人だけの廃墟と化していたが、プルチノフ一行によって救われ、彼を村長として頂くことになり、人馬族の合流時に新王国からの独立を宣言した[注 16]。
最初は村の周囲に壊れた柵だけだったが、プルチノフ一行の主導で空堀や石造りの壁が構築され着々と要塞化が進んでいる。後に猪鬼たちや陥落したゴルドーの避難民約1000名も住民に加わり、教育施設や公衆浴場、全陽教の神殿、冒険者ギルド本部などの施設も着々と建造される。
- シカーブ村 = ゴルドーの東側の海岸に位置し、海底迷宮の入り口がある村。魔族の侵攻の橋頭堡となっている重要拠点で、只人の漁村に見せかけているが、管理は犬人たちが行っている。

#### 都市・街（魔境）
魔境は北辺のさらに北方に位置する魔族の勢力圏の通称で、魔王国領とほぼ同義。巨大な魔獣や死に戻り（アンデッド）が跋扈する危険地帯。星に7つある龍穴のうち、3つが国土内に存在する。
- 聖王都 = 魔王国（聖王国）の王都。役人や商人は只人で占められているという。王都に住むのは部族の代表や商人くらいなので、一国の王都にしては規模が控えめで城壁もない。
かつては聖樹が聳えていたため下に豊かな森が広がっていたのだが、数百年前に枯死してからは森が失われて荒野が広がってしまい、慢性的な水と薪の不足に悩まされている。襲撃で深井戸がいくつも潰され、廃材も新たな住居造りに当てられたことで冬を越せない危険もあったが、プルチノフが復活させた天空聖樹が街の周りに森を再生させた。
- 聖王宮 = 巨大肉瘴気を封じるため、聖王都から遠く離れた無人の荒野に建てられた牢獄。聖王の生命力を使った混沌結界（ケイオスケイジ）が張り巡らされているが、その隙間から逃れた肉瘴気が聖王国の人々を脅かしている[32]。肉瘴気の結界とは別に、人を寄せ付けない嵐の結界に守られており、その嵐を抜けられるのは鷲王獅子と龍のみ。
- 死の谷 = 王闘鬼の里。長は牙と呼ばれ、当代の牙はエドゥ。聖王国にある龍穴の一つが存在し、瘴気を取り込みすぎて竜還りし闘鬼竜になった代々の牙は、龍脈を守る柱として縛り付けられている。瘴気を放置すれば国が滅びるから仕方なく代々鬼柱を龍穴に据えているだけであり、プルチノフが龍穴を自身に宿したことで鬼柱の必要がなくなったため、残りの龍脈の問題を解決すべく総員で聖王都を目指す。

#### ダンジョンなど
- アッサム砦 = エイサスの街の北側、魔族勢力圏との境に位置する砦。
- ハーベスタ砦 = ゴルドーの街から北側、エイサスの街ほどの距離にある魔族勢力圏との境に位置する砦。
- 謎の神殿遺跡 = 第1話でプルチノフが異世界転移した神殿の遺跡。お宝目当てにこの神殿を探していたサキとベルに出会うが、プルチノフが召喚された魔法陣（プルチノフ召喚後に消滅）以外に遺物は無かった。
- 獣王墓 = 400年前に12の亜人部族により造られた墓所。魔霊王により、アンデッド系ダンジョンに変えられてしまう。獣王が生前に供物や宝物を副葬することを禁じたため、財宝は一切存在しない。
- 飛龍の山 = ゴルドーの街の北側、エイサスの街の東側に位置する山。
- エーサンの双子山 = 獣王墓の位置の目印となる山。南側は猪鬼の勢力圏。
- ヌマネヤ湖 = ゴルドーの街の東側、港湾都市ボクスの北側に位置する湖。
- 潮の河（ネヴュートス海峡） = 内地と北辺を隔てる海峡。西側のウルヴスの街の南側は大型海洋魔の生息海域。
- 海底ダンジョン = ゴルドー東部の海沿いにあるシカーブ村と聖王国（魔王国）のムローラの街とを繋ぐダンジョン。古竜が出入りできるほど広いので、大軍でも通り抜けられる。内部は侵入者の迎撃用に、不死者メインの不死迷宮、虫系魔物中心の虫迷宮、鬼が中心の筋肉迷宮の3つに分かれ、それぞれの祭壇に到達しなければ脱出できないように設定されていた。プルチノフが投げ返した超重魔槌が心核に直撃したことで、崩壊する。
- 太陽竜宮殿（サン・ドラパレス） = 亀島龍の背中にある巨大な宮殿。亀爺の口が内部への入り口になっている。すでに滅びた古代の主たちが温泉レジャー施設として作ったもので、古代トーヤ竜王国の宮殿を模している[32]。広い浴場だけでなく、的当てや卓球、名物のヨーグルミルクといった娯楽も多く置かれている。なんてったって宇宙一の温泉豪華客船で、宇宙トラベルアワード100年連続ゴールド受賞宿[32]。実は着脱可能。
- 天空閣= 鷲王獅子が住まいとする天空に浮かぶ居城であり、聖王都の王城の天守閣でもある。巨大な魔石を複数使った飛行魔術で空に浮かんでいる。古代人が作った天空の城を模したもの[29]。
内部に古代人が遺した巨大ゴーレムの一つを格納しており、聖王都をカーヴィンが襲撃した際にプルチノフが騎乗し大統領ロボとして操作した。バブルボールを作り出す機能があり、相手の攻撃を緩和することが可能だが、そもそも戦闘用ではない玩具なので、お子様の安全を守るために自分自身の攻撃をもバブルボールで包んで無力化するので、他人を傷つけることができず戦闘力はほとんどない。決定力を欠いたままエネルギー切れとなるが、プルチノフが闘気を注入して巨大な鎧のように扱うことでドラグリフォンの撃破に成功。しかし、闘気を抜いた瞬間に崩壊し、再起動は困難になった。

### 種族
天地創造の際に生み出されたとされる十二人類と呼ばれる種族が存在する。只人、洞人、森人の3種族を「巴の同盟者」と呼び、対してそれ以外の種族は「巴外の亜人」とも呼ばれる。一方で、鬼人と称される亜人や獣人より魔物に近い種も存在する。
- 只人（ヒューム） = 体力・魔力共に平均的だが人口が最も多く、支配地域も最も広い種族[33]。巴の同盟者の一角。新王国だけでなく、魔王国にも相当な人口がおり、その総数は犬人族の総人口を超える。
- 洞人（ドワーフ） = 山岳地や鉱山を支配し、鍛冶・冶金の技術において人類で最も優れる。只人と森人とは太陽神を信仰する巴の同盟と呼ばれる同盟を結成する種族で、氏族の長は洞帝と称される。太陽神以外に大地の神も信仰する[33]。
- 森人（エルフ） = 森を支配し自らを第一種族と称する長寿の種族。巴の同盟者の一角で、氏族の長は精王を名乗る。太陽神と精霊神を信仰する[33]。筋力と耐久力が低い代わりに巧緻性と魅力が高め[34]。精霊魔法と弓術に長け、有る理由から肉食を忌避し[注 17]、その代わりに味が良くなる餌で育てた特別な芋虫を食べている[35]。このため体力的には他種族に劣る。胃腸が弱い[34]。排便を見られるのは数百年にわたって嘲笑される屈辱らしく、目撃された王族が王位継承権を失った事例もあるという[36]。
成体の身体になるまで40〜50年かかる。長命とはいえ、森に住む以上は集落を多種族や魔物に襲撃されるのが日常茶飯事で、集落ごと滅ぶことも珍しくなく、それゆえに数多くの集落を渡って生き延びた長命のエルフは忌み嫌われる傾向がある。
古代人の末裔を自称するが、実際は成長に時を要する始祖種の子を守るために下僕として作られた亜種であり、どんな種とでも子を成せるよう作られているので純血種は残っていない。十二人類思想を創作し、自らの祖先である始祖森人を排斥した[34]。
  - ハーフエルフ= 只人との間に生まれた混血のエルフ。エルフ同様に長命であり強い魔力を持つが純血のエルフ達からは差別的な扱いを受ける。
  - 始祖種（ハイエルフ） = 古代人の末裔[34]であり、森人の始祖。成体に成長するまで1000年の時が必要で、500歳未満なら子供の体型をしている。
生き残ることに特化した「加護」を授けられており、常に危険に敏感で、獣が食欲を見出さず、強者の庇護欲を誘い、蔑まれても決して警戒はされない。さらに加護の力を修練によって高め尽くした者に対して、精霊や神々が与える「恩寵」と呼ばれる奇跡を得ることもある。
神々の時代にほとんどが死滅したとされている。成長に時間がかかるせいで、現在では森人からは混血と誤解されて蔑まれることがある。
- 人馬族（ケンタウロス） = 半人半馬の亜人だが十二人類の一種。草原で暮らし、体力と戦闘力・騎射に長け、その突撃は重装の騎士も凌駕する。その脚力は一晩で20リングスを駆け、四足の安定感からジャブのように蹴りを放つことができ、飛び蹴りの威力は二足の数倍に達する。だが、その体躯ゆえに只人の倍の食糧を要する。幼児期は馬体部の前足部分が発達せず[注 18]二足歩行。太陽神と草原の神ハシフを信仰する。岩乳羊で酪農を行い、人馬唐辛子という独自の調味料を作る。
誇り高く、本来は他の人類をその背に乗せるを良しとしないので、幼体のころに狩られて調教される。新王国では只人によって居住地を追われ、戦力とするために子供を攫われる立場であるが、中には内地で将軍になった者もいるという。
只人の何倍もの巨体を持つため、住居は竪穴を掘ることで天井を高くしており、また椅子に座る習慣がないので、テーブルは只人男性の身長に迫るほどまで大きいものを使用している。
  - 半人馬（サテュロス） = ケンタウロスの幼体から馬体部の前脚部分を切断することでその下半身の成長を停め、成長してもヒュームと同程度の糧で生きることを可能とした種族。半人馬からは半人馬しか生まれなくなる。下層階級や罪人といった者達に施され、人馬族の社会では奴隷階級として扱われた。獣王により廃止された蛮行であるが、南に逃れた人馬族では今もこの行為を行う者達が居るという。また、人馬族の娘アルセリアとゲルガラード・ゴルドーとの間に生まれたジェラリエもこの姿である。
- 醜小鬼（ゴブリン） = 子供のようなサイズの鬼人。プルチノフの評では、武器を扱える野生の霊長類で、腕力は一般人以上チンパンジー未満。人間に対して非常に攻撃的で、人間から奪った武器を使う程度の知能はあってもあまり賢くはなく、相手が格上でも逃走しない。強い個体（ホブ）を中心に群れを作るが、国や氏族を作るような社会性は無い。闇の王エーブリシン・イズイーホーの眷属。心臓部に小指の爪にも満たない小さな魔石を持つ。
  - 醜小鬼祈祷種（ゴブリンシャーマン）= ごく稀に生まれる魔力持ちの個体。生まれて間も無く太陽神の光を見ないように目を潰され、目玉は魔法を授かる代償としてイズイーホーに捧げられる。脅威度は黒1。火炎弾（ファイアボール）の魔法や不眠の呪いなどを操る[37]。
- 猪鬼（オーク）= 猪に似た潰れた鼻と蹄のある足を持つ鬼人の一種。身長は2メートルに満たない程度だが、体重200キログラムを超える筋骨隆々のあんこ型の体型のため、3メートル超のサイズに見間違えるほどの迫力があり、ゴリラと同等の筋力を持つとプルチノフに推定される。プルチノフは1人で制圧したが、戦闘狂で徒党を組んだ猪鬼と大猪鬼は、黒帯クラスの冒険者か正騎士がその倍以上出動せねばならないほど手強いとされる。知性があるため強い敵に対しては逃亡する判断も出来る。また嗅覚が非常に優れ、消費期限と賞味期限を明確に嗅ぎ分ける。食欲に忠実な種族であり、基本的には森の獣や魔獣などが主な食糧。人やエルフも食べるが、好き好んで食べる程では無く、食糧が足りなくなった場合に限った選択らしい。「猪鬼山椒」と言う独自の調味料を作っている。
  - 大猪鬼（ハイオーク）= 猪鬼の群れを率いるボス。普通の猪鬼より体格が大きく、頭頂部から頸まで鬣が生える。特有の加護・EX残機を持ち、死ぬほどの致命傷を負っても一度だけ蘇ることが出来る。
醜小鬼と比べて魔石も大きく価値が高く、大猪鬼ガマラの魔石はサキの雷の魔剣+1に魔結（ファイナライズ）され、雷鳴剣+5にクラスアップする原材料となった。
- 戦鬼（オーガ） = 筋肉質で猪鬼より大柄な鬼人の一種。戦いを愛する戦闘種族で、戦鬼から優秀な個体が闘鬼へ進化し、さらに優秀な個体が王闘鬼へと至る[34]。角は闘気の増幅器で、鍛えれば敵の魔力を吸い取りさらなる闘気を纏うことができる。上位種になるほど身に纏う鎧や衣服を嫌い、最上位種の王闘鬼は己の筋肉こそが最もフォーマルな装いとして溶岩獅子の毛皮で作った腰巻だけを纏う[38]。
  - 闘鬼（ハイオーガ） = 戦鬼の上位種。種族としての加護「無限残機」により、脳髄か魔石を破壊されない限りは死なない。傭兵として只人国家に雇われることも多いが、歌などの只人文化を軟弱なものとして見下している。強い酒精を好み、洞人の造る蒸留酒を「鬼殺し」と呼び、日々痛飲している。筋力と耐久力が高いが、教養を筆頭に巧緻性、魅力、知性は低め[34]。
    - 闘鬼王種（キングオーガ） = 闘鬼のさらに上位種。闘鬼同様無限残機の加護を持ち、死の淵を脱する度にさらに強くなる。足裏から地中に闘根気を伸ばしているので、投げ技を決めるのは難しい。山巨人ほどではないが筋力と耐久力が非常に高く、敏捷性と魅力も高め。蜂蜜が嫌い[39]。知能はあまり高くなく、コミュニケーションの手段が闘いというだけで、根は無邪気。溶岩温泉や牙素燐風呂、剣山の上で雲梯、大鉄球押し登山、といった常軌を逸した鍛錬を行っている。
- 四つ耳族 = 獣の耳を2対持つ亜人種。非力で攻撃性も弱いため、多くは富裕層に愛玩されたり、娼館で一生を過ごす。知性が高く従順[39]。
- 魔眼人（まがんじん） = 額に魔石のような第三の目を持つ種族。千里眼の能力で遥か遠くを見たり、その映像を映し出す超能力を持つ。魔石を発光させる目眩しも得意。巧緻性、教養、知性が高め[39]。
- 牛頭人（ミノタウロス） = 迷宮や深い森に生息する知性の乏しい怪物。脅威度は黒3。突進（チャージ）や竜巻角突撃（ウラカンミキサー）を得意とし、戦斧（バトルアックス）も扱う[37]。
  - 古代牛頭人（エンシェントミノタウロス） = 神代の時代に混沌の神々の手で創造された牛頭人の祖先。山巨人をも上回る筋力と耐久力や、高い知能と戦闘力を持ち、独自の文明を有していた[40]のだが、果てなき戦に疲れ果てて太陽神に帰依したことで混沌の神々の怒りを買い、生まれる子が徐々に小さくなり獣のように言葉を忘れて魔獣に堕ちるという呪いを受けてしまう[41]。これが原因で数代の後には怪物として狩られる身になった。
- 山巨人（フォレストジャイアント） = 森人より以前から存在していたと伝えられる古い種族。温和な性格だが、戦闘では人間を丸かじりして殺す残虐性を持つ戦闘種族。一晩で数百アンドルのエールを飲み干す。弱点はうなじ。筋力と耐久力は極めて高いが、巧緻性、敏捷性、教養に劣る[40]。
- 犬人（コボルト） = 混沌勢力の一翼を担う種族。外見は直立二足歩行する犬。手先が器用。かつては太陽神に帰依していたが、戦で功を挙げた英雄オファラとゴートに与えられた褒美がエール樽2つだけだったことに激怒し混沌勢力に寝返ったと伝えられる[40]。当代の犬人王が聖戦士（魔族）なので、勢力が強い。
  - 犬人戦士（コボルトウォリアー） = 犬人族の戦士階級。一般的な犬人より戦闘力が高く、傭兵や上級兵士として働く者が多い。激辛香辛料コボルタバスコが好物。筋力、巧緻性、敏捷性が高め[42]。
  - 犬人騎士（コボルトナイト） = 犬人族の騎士階級。犬人の王族を守護する近衛や、地方代官を任される有能な犬人。闘気の剣技・犬神剣を使う。筋力が高く、巧緻性、敏捷性、教養、知性が高め[42]。
- 蒙巨人（トロール） = 森や洞窟に生息する知性の乏しい怪物。超回復力を持ち、心臓や脳を破壊しても3度甦る闇王の呪い（EX残機2）を受けている。伝承では穏やかで知的な種族が暮らす谷があると伝えられる。脅威度は黒5〜10[37]。
- トリトン族 = 海を愛する陽気な種族。魚の体にヒレのついた手足が生えている。魔族の眷属のわりに善良。かつては各地の沿岸を支配する種族だったが、巨大な海獣を操る術を失ってから勢力が衰えたといわれる。海の魔人である半魚人（サハギン）とは別種。教養はやや低いが、耐久力と敏捷性は高く、水中では筋力に補正がかかる[42]。数百年聖騎士を生み出していないので、聖王国では肩身が狭い。
- 鷲王獅子（グリフォン）= この世界で竜に対抗できる唯一の聖獣。絵巻物では竜より強い生き物と記されている。雷撃系魔獣が天敵。聖王国以外では下記の王種の存在は一般的ではないらしく、鳥人形態を取れる上位種のこともほとんど知られていない。1巻の表紙に描かれているものの、本編初登場は第34話（7巻収録）。
  - 白頭鷲王獅子（バルグリフォン）= モンスターである鷲王獅子に知性が宿った存在で、鷲王獅子の王種。白頭が特徴。日常は人型の鷲騎士（バトロイド）形態で生活するが、空での戦闘時は鷲疾風（ガウォーク）形態となり、より高速で飛行する鷲疾風（ファイター）形態では音速を超える[34]。羽根は魔法銀を超える鋭さを持ち、魔力を込めて放てば流星となって山をも砕くとされ、亀竜の甲羅にさえも穴を開ける。竜に強いライバル意識を持ち、「竜より優秀」だと言われると喜ぶ。人馬と同様に誇り高く、騎乗生物として扱われるのを嫌うため背に人を乗せることはない。筋力、耐久力、敏捷性、魅力が高い[34]。聖王国では聖将リィナ配下の近衛戦士として聖王都の空を守護している。
- 魔族 = 転魂という混沌の儀式によってごく稀に生み出される超人。混沌の神々の力をこの世に顕現させる器と言われ、どんな戦闘種族をも上回る戦闘能力を持つ。聖王国（魔王国）では「聖戦士」と呼ばれていて、支配階級となるので聖戦士を生み出していない種族は肩身が狭い[43]。生まれ変わることができるのは魂の不浄なき一握りの者だけで、相当な精神の強さを持った者でも1000人に1人とされ、それ故に総数はかなり少ない。

#### 魔獣
- 竜 = 魔獣の頂点に君臨する存在[44]。超文明を築いた古代人が生物工学で乗り物として創造された生き物とされ、本来は何かを乗せたり運搬するのが役目だったと言われている。食べ物を全く与えなくても魔力だけで生きられる[45]。竜は古代人しかその背に乗せないと言われ、真の竜は獣王にしか背を許さないという。竜の角は最強の魔力増幅器（ブースター）として知られる。
翼こそが竜の象徴で、手足が4つある上に翼もあるのが特徴。亜竜は真の竜とは違って、人や獣と同じく手足が4つの生き物である。稀に亜竜から竜へ進化する例もある。
龍脈を介して星の海を渡る能力を持つとされ、龍脈を汚染する瘴気を分解するのも竜の務め。
  - 飛竜（ワイバーン） = 前肢が翼で飛行能力を持つ亜竜の一種。炎を吐いて攻撃するが、一度炎を吐くと再度吐くまでに時間がかかる。亜竜種の中ではそれほど珍しい種ではない。
1話に登場した個体は討伐難易度の高いワイバーンロード。オークを2〜3頭殺せる威力の雷魔法が通じない程頑丈だが、プルチノフの跳び蹴りで撃墜され、飛龍回転脚砕（ドラゴンスクリュー）で投げられた。プルチノフがライドンした異世界の魔物1号となるも、振り解いて何処かへ飛び去って行った。その乗り心地はプルチノフに未知の騎乗感と至福感を与え、ライドンタイムの始まりとなる。
    - 豪飛竜（エルダーワイバーン）　= ロード種の飛竜の中でごく稀に生まれる強靭な身体と魔力を持つ個体で、最も竜に近い亜竜。脅威度は黒20。豪吐息（エルダーブレス）、豪急降下（エルダーダイブ）、豪噛（エルダーバイト）などの攻撃手段を持つ[37]。

  - 地竜 = ケラトプス[注 19]に似た亜竜。大地の精霊に愛されているため地中にいる方が魔力を効率的に補給でき、穴を掘ることなく沈むように地面に潜ることができる[46]。翼を持たず飛翔はできないが、竜としての防御力と角による攻撃力は他の魔獣を凌ぎ、生臭い風のブレスを吐く。その他の攻撃手段は踏みつけや回し尾打ち。脅威度は黒40[44]。
    - 黒帯角竜（ブラックベルトプス） = フルコンタクト恐竜拳を修めた上位種。脅威度は黒50。正拳突き、角頭突き、後ろ回し尾打、胴回し回転尾打などの多彩な格闘技を使う[37]。

  - 大海魔竜（グロテスター） = 巨大海洋魔獣として恐れられる多眼（ヴォーグアイ）を持つ亜海竜。その眼から放つ「麻痺光線（デスパサイト）」で獲物を麻痺させ、巨大な顎で噛みつき捕食する。人類が討伐した記録はなく、脅威度は測定不能[47]。
  - 海竜（かいりゅう） = 海に棲息する竜。翼の代わりにヒレを持ち、自由に泳ぎ回る。成体になる前は一角大海獣が天敵。
  - 亀島龍（ザラタン） = 『まぼろし魔法怪獣大百科』に載っている伝説上の竜。亀に似た姿だが真の竜の一種で、岩山のような巨体を持ち、甲殻は全ての竜の中で最も硬い[48]。甲羅の中は空間に作用する魔法によって人類が居住可能なスペースになっており、口から内部に入ることができる。
    - 城亀竜（しろがめりゅう） = 亀島龍の子亀。親に比べれば小さいが、地竜と同等以上の体格と運搬能力を持つ。甲羅が翼になっていて、足の裏からジェット噴射をする事で高速飛行する。飛行時には魔力によって揺れとGを抑制し、障壁結界（バリア）と頑丈な甲羅で闘気をまとった攻撃でも無効化する。また、甲羅の中も島亀竜同様、空間魔法で3倍ほどの広さに拡張されている。

  - 闘鬼竜（オーガドラゴン） = 王闘鬼の聖戦士が竜還りによって竜になった姿。すべての竜の中でも最強の格闘能力を持ち、打撃技に補正がかかる。ハチミツが嫌い。物理、魔法に極めて高い耐性を持ち、飛行能力を備え、マグマを吸って口から溶岩竜咆（マグマブレス）という熱線としてはき出す。髪は鉄より硬いワイヤー鋼線で、爪はミスリル鋼を軽く切り裂き、耐熱甲殻鱗は100万度の高温にも耐える[49]。脅威度は測定不能[18]。ただし、龍脈の力を得られないと死んでしまう。
- ホッチ = 翼が退化した大型の鳥。冒険者の友といわれる。走る速さは馬の6割だが山や森などの起伏に富んだ地形では馬より走破性が高い。ホッチの名の由来は発見した鳥類博士ダニー・ホッチから[50]。草食性で、茎が柔らかい草ならなんでも食べ、麦糠などを好む。また、ベッド代わりにすることで寝袋やテントがなくとも暖かく眠れる。異変にも敏感なので、よほどの危険地帯でなければ夜の見張りも任せられる[51]。背に乗せた人間に影響を受けて進化する性質があり、格闘が異様に強いホッチテコンダーや、魔法を使えるホッチメイジなどになる。特殊な訓練によって水鳥形態となり、指の間に魔力の水掻きを作って泳ぐこともできる。
  - ホッチメイジ = 特殊な進化により魔法のブレス・鳥王火炎を覚えたホッチ。騎乗者の魔力を魔石に蓄えることができる。高い炎耐性を持ち、魔暖羽毛には体力回復効果がある。脅威度は黒10[18]。
  - ホッチテコンダー = 特殊な進化により蹴り技を覚えたホッチ。騎乗者の闘気を魔石に蓄え、格闘技術をラーニングする。連続蹴り、後ろ蹴り、踵落としを使い、炎耐性も高い。脅威度は黒12[18]。
- 魔狼（ガルム） = 狼や野犬が魔獣化したもの。猪鬼や騎士が一対一の戦いは避けるほど戦闘能力は高い。一頭のアルファに率いられることが多い。上位種は太古の世界で山神と崇められたほど[52]。
- 魔熊（モンスターベア） = 野生の熊が魔獣化した個体。魔熊（モンスターベア）→赤魔熊（カブトベア）→大王魔熊(ムトゥベア）→皇帝魔熊（ベイダーベア）と進化する[53]。実は有袋類で腹部に小さいがポケットがあり、小さい物なら収納出来る[54]。皇帝魔熊は魔獣の中でも特に火力耐性が強い[55]。
- 牙魔猪（ファングボア） = 野生のイノシシ（ワイルドボア）が魔獣化したもの。軽快なステップと巨大な牙が武器で、倒せれば中級の魔石や様々な素材が取れる。がまちょと音読みするとアホっぽいのでファングボアと読み換えることが作中において推奨されている。魔石の価値は大銀貨2〜4枚。
- 角ウサギ = 小型の魔獣。死角から突進し、冒険者に傷を負わせる。魔力感知能力の低い人間にはなかなか見つけられないがエルフには容易く見つかり、肉を食べないエルフキッズに残酷レジャーとして矢の的にされたり肛門から風魔法を注がれて爆破される哀れな魔獣。食事に用いるには脂が少ない[56]。
- スライム = 体構成の大半が水分のクラゲに似た魔獣。死ぬと魔石の大きさまで縮むが、スライムの種類によってその魔石に着く素材に違いがある[57]。
  - 無印スライム = ベタベタしたジェルを残し、接着剤として使える。
  - 靴底スライム = 白い樹液を出す木に寄生させたスライム。殺す前に硫黄を与えると硬い皮のような死骸になり、靴底の材料となる。
  - 食用スライム = 特定の食材を与えて味を良くしたスライム。豚の血で作るブルートスライムは美味らしい。
  - 鉱石系スライム = 根のように身体を伸ばして鉱山の鉱脈から鉱物を吸い上げたスライム。ミスリル、ゴールド、シルバー、ブロンズと言ったスライムがおり、それぞれミスリル、金核、銀核、銅核が取れる。長生きするほど成分が多くなるので、核も大きくなる。山で各鉱石系スライムが見つかれば、その鉱脈を見つけたも同然であり、ダンジョンであればその系統の宝物が眠っていることを示唆している。
- 不死者（アンデッド） = 混沌の外道魔法である死霊術で魂を無理やり現世に縛り付けられた存在。別名・死に戻り。アンデッド系のダンジョンは腐肉の臭いがするため、昆虫ダンジョンと並んで2大嫌われダンジョンとされる。
  - 魔霊王（リッチ） = 混沌の神に数万の魂と自らの肉体を捧げた大魔導士が不死者として転生した存在で、様々な呪いや上位魔法を行使する。ただし雷撃耐性が低い。体内に極大魔石を持つが、プルチノフ一行に敗れた個体の物はサキの雷撃で四散している。脅威度は黒100以上[44]。進化すると魔霊大王（エルダーリッチ）になる。
  - 骸骨戦士（スケルトン） = 死霊術で操られる白骨死体の魔物。混沌勢力では「物言わぬ者（ラパ・ルーカ）」と呼ばれる[44]。頭蓋骨の中にある小魔石を触媒としているので、首を落とせば行動不能になる。関節部は靭帯が残されていたり、獣の腱などで補強されている。物理防御も魔法防御も低い。脅威度は黄1[44]。
  - 幽鬼（レイス） = 闇属性魔法の触媒となる幽鬼の骸布を纏った魔物。生者が触ると魔吸（エナジードレイン）でその生気を吸い取る。魂を魔骸布に縛り付けられている[44]。実体が無いので物理攻撃は効かず、魔法防御も高めだが、僧侶（クレリック）の除霊魔法や、太陽光あるいはそれと同等に強い光が弱点。錯乱呪絶叫という能力も持つ。脅威度は黒1。上位存在は王幽鬼（ハーリィ）と呼ばれる[44]。
  - 骸竜（ドラゴンゾンビ） = 呪いで不死者にされた竜。呪い殺した者は命令権を得る。意思がなく動きが鈍いのが欠点。魔法は封じられているものの、高い魔法防御と物理攻撃、浴びた相手の身体を崩壊させるブレス攻撃などの能力を持つ。脅威度は黒200以上[44]。
  - 腐死人（ゾンビ） = アンデッドの中でも最弱のモンスター。臭い息と腐臭を放つ。聴覚がやや優れる。脅威度は白1。ごく稀に腐王ロメロの加護を得て数倍の脅威度に達する個体も存在する[37]。
- 圧殺大蝦蟇（スプラッシュトード） = 背と腹に有毒なトゲを持つ巨大なガマガエル。スプラッシュとセントーンで冒険者たちをパーティごと圧し潰す。肉は食用になる[58]。
- 白髭黒大蛇（メンソールブラックバイパー） = 顔に髭状の突起を持つコブラのような外見の大蛇。強力な毒を飛ばし、巨大な魔獣も丸呑みにする。打たれ強く、少々の打撃ではビクともしない。圧殺大蝦蟇が大好物。肉も美味いが肝も絶品[59]で、骨から良い出汁が取れる[60]。
- 蠍尾獅子（マンティコア）  = ライオンの胴体にコウモリの翼とサソリの尾を持つ魔獣のメジャーリーガー。知名度の割に生息数は少ない。脅威度は黒5〜10[61]。
- 大鷲蜂（メガホーネット） = オオワシほどの大きさの巨大蜂。巨大な毒針の効果は個体によって5種類もある。1体のみの脅威度は緑1〜2だが、群れでの攻撃は黒帯冒険者小隊をも全滅させる[62]。
  - 飛竜蜂（クインメガホーネット） = 大鷲蜂の女王。黄金の魔石を持つ希少種。その大きさは小型の飛竜に匹敵し、脅威度は黒5〜10だが、率いる群れは大型の飛竜をも撃墜する[63]。
- 合成獣（キメラ） = 古代人が作り出した怪物。迷宮などに封印された個体が侵入者に反応して甦る。繁殖は不可能。古代人は獣（ビースト）メダルと合成王図（ドライバー）と呼ばれる魔道具で新しい個体を作り出していたと言われている。攻撃手段は火炎吐息（ファイアブレス）、物理攻撃、毒針。脅威度は黒5[37]。
- 魔甲鍬騎士（ミヤームナイト） = 物理攻撃も魔法攻撃も跳ね返す天然の魔法銀であるミヤーム甲殻に身を包む鎧の甲虫戦士。ミスリルスライムを餌とする魔甲虫の最終進化形態[47]で、直立する人型の姿を持つ。左手は蟹の爪のような「鍬形爪（スティンガークロー）[47]」となっており、竜の角を易々と切断する鋭さを誇る。甲殻の防御力は魔結したミスリル鉱に匹敵し、重量はミスリル鉱の1/2[47]。最も甲殻が薄い首の可動部でさえ、複数の付与魔法をかけた程度の通常の矢では撃ち抜けないほど頑丈。甲殻には体液を分泌する微細な穴が無数に空いており、本質的には鉱物より木に近い。基本的に近距離の攻撃しかできないが、死んだ虫の魔素を吸収して魔弾「虫魂砲（ビートイングラム）[47]」を放つことができる。その希少性から死骸は高値で取引される[47]。脅威度は黒200[47]。
- 白魔狒々（ベルゼバブーン） = 森の悪魔と恐れられるエルフの天敵であり、魔界の眷属。上位種は雌雄同体で、乳首から腐食液を放つ。脅威度は黒10[47]。
- 一角大海獣（ラプラホーン） = 巨大な角と巨大な口の殺し屋で、海竜でも手に負えない魔獣。あまりに凶暴で、魔獣に好かれるプルチノフでも騎乗できなかったほど[64]。一角大海獣の角は穂先よりも根元の方が魔力が濃く、角に蓄えられた魔素は螺旋を描き、特殊な魔力を放出する。この角を増幅器として使用した攻撃魔法は強力な破壊光線となり、その威力からデストロイモードと呼ばれる[65]。
- 城塞大蟹（グランシザース） = 巨大な蟹の魔獣。知恵はないが、海の魔物の中でも上位の脅威度を誇る。古代ナニワ王国のドートゥン運河を遡上し、王都ドゥーラクを壊滅させた伝説の魔獣[66]。甲羅はミスリル並みに硬く、爪の肉は北海最強のグルメとされる[67]。
- 岩乳羊（ロックローワン） = 人馬族が古くから牧畜してきた羊。性格は温厚だが、毛を刈られると凶暴化する。岩のように硬い毛は毛織物には向かないので、専ら搾乳のために飼養される。乳はそのまま飲むより加工してうまさを発揮するタイプであり、人馬族は乳酒や酪、バターの原料としている。隠れ里では飼えなかったが、プルチノフ村の牧場で数十年ぶりに飼うことができた。
- 溶岩獅子（マグマーライオン）= 溶岩地帯に棲息する炎の精霊獣。身体は溶岩に魂が宿った依代で、獣としての実体は毛皮のみである。死の谷に住み着いている数少ない魔獣であり、王闘鬼たちは腰蓑として使っている。毛皮は炎に対して完全な耐性を持ち、王都に家が買えるぐらいの超高級素材とされる。ちなみにこの精霊獣を専門に狩る者は魂狩人（コンバトラー）と呼ばれる。脅威度は黒20。溶岩竜咆や噛みつきで攻撃する[68]。
- 天雷大蠍（ミラーピオン）= 最終進化した蠍型の雷撃系魔獣で、鷲王獅子など猛禽系モンスターの天敵。麻痺毒を帯びた雷「天蠍九雷」であらゆる飛行モンスターを撃ち落とし、特大の「深紅毒針（スカーレットニードル）」で心臓（アンタレス）にとどめの一撃を刺す。脅威度は黒250[69]。
- 最終進化魔獣= モンスターが最終進化したもの。魔境では強大な魔物同士が殺し合い、生き残った魔物が恐ろしい進化を遂げる。脂に魔力を貯めた肉は最上級の美味で、伝説の美食家ジモーンの研究によると未知の魔素アミノ酸を多く含み、常食すると体内に魔力回路の発現を促すらしく、体力と魔力の回復に効果がある[70]。体内から採取される大魔石に蓄積できる魔力は膨大で、発見価値が高い[29]。
  - 旧型人造魔獣= 巨大な魔石を得るためだけに龍脈炉で培養し、人造で最終進化させた魔獣。龍脈炉の効果で僅かな時間で最終進化し、大粒の魔石を宿す魔獣に成長するが、元が強い種ほど陣地を超えた災厄となり、人の手では管理できなくなるため、最も管理しやすい獣である人間を素体とした最終進化魔獣の開発へシフトした。死の間際の怨念の強さに応じて、竜や巨人に勝るとも劣らないサイズの魔石を宿すことが判明したが、その過程で瘴気が発生して龍脈を汚染することが発覚する。
- 天空聖樹（ヒューペリエント）= すべての歩き樹精（トレント）の頂点に立つ最上位の聖樹で、樹の神とも呼ばれる大巨木。その巨大な幹の天頂には、鷲王獅子をはじめ様々な空の種族が住み処を作っていたと伝えられている。龍脈に霊体の根を張ることができ、龍脈がある限り死ぬことはない。伝承では身体のどこかに子供の玩具が隠された樹洞がある[71]。小さな生物と会話をするために、体のどこにでも人面瘡を作ることができる[72]。歩いた足跡には緑が茂り、根を下ろした周辺には森が生まれる。
幹は硬すぎてどんな斧を使っても切り出せず、朽ちて数百年経ってもその硬度は変わらない。樹皮は一欠片で一般的な炭の数十倍の燃焼時間を持ち、その煙は様々な果実の香りを含み、アロマ効果も抜群。樹皮から取り出した樹液は燃料や魔法触媒として重宝され、繊維に加工しても魔力を含んだ高級な糸となる最強のエコ素材である[73]。

#### 素材
- ブラックノード = 北辺の寒流にのみ棲息する高級魚。大ぶりのものは氷魔法で冷やされ運ばれるほど。シンプルな塩焼きとカルパッチョが人気[65]。
- プリンスサーマン = 北辺のトマコーマ湾で獲れる大型魚。これを燻したトリトン族秘伝の燻製は聖王国で人気の肴[65]。

### 魔法・武器防具など
- 魔力 = 異世界で魔法を行使するために必要な力。体内の魔力を練って体外に発現させることができる人間は2〜3%足らず。魔獣の脅威が低い地域ほどこの比率はさらに下がる。魔力を扱える者が魔力や魔道具を扱えない者や田舎者をからかう行為[注 20]は日常茶飯事。
- 魔素（マナ） = 魔法の根源となる力。エルフは精霊と呼ぶ。かつて神々が荒れ狂う自然の力を治めるために生み出した力と言われ、自然現象を管理し世界を正常に維持している。それぞれの魔素は神々に定められた働きしかしないが、ここから神々の命令を削除して人の“想いの力”に変換したものが魔力、その力を使って自然現象を少しだけ改変・強化するのが魔法である。
  - 龍脈 = この世界に張り巡らされた魔素の道。古代の主たちは、かつて龍に騎乗して星の海をも超えて龍脈を渡ったといい、龍脈に開いた龍穴（ドラゴンホール）を中継点としていた。この星には6つの龍穴が存在し（プルチノフ自身を含めると7つ）、そのすべてを手中に収めた者は世界の覇者になるとされる。100年前から魔の瘴気によって汚され続けている。
- 精霊眼 = 魔石などに秘められた精霊属性を見抜くことが出来る眼。数百年生きた魔道士かエルフにしか持ち得ない能力。カーニャはこの能力を持っている。
- 魔法剣士 = 魔道具にチャージされた魔法を発動できる兵種の総称[注 21]。魔道具に込められた魔法の発動は出来るが、魔法使いになるには魔力が少ない者が就く。戦場に希少な魔法使いの動員を避けるために生み出された[33]。
- 魔法使い = 魔術を修めた者で、一般的には魔術学院の卒業生を指す。現代に置き換えると兵器開発のエンジニア。希少な存在のため、優秀な者ほど研究機関に留められ、冒険者になる魔法使いのほとんどは魔術学院の落第生である[33]。
魔道具へのチャージ以外での攻撃魔法の直接行使は権力者や主な学派で禁じられている。権力者にとっては魔法使いの強大な力をコントロールする必要性があり、魔法使いにとっては自分たちが戦場に駆り出されるリスクを抑える方策で、互いに利害が一致している[33]。ただし、契約者の安全を守る場合、魔導院への攻撃ならびにそれを画策した場合は、不戦誓約の特例事項として攻撃魔法が許可される。
- 神官 = 太陽神やその眷属神を祭祀する職業。治癒神官はこの世界で医療を司り、武装神官は自らの荘園を守るために訓練された兵士で、冒険者になる者もいる。魔法使い同様に希少な存在だが、高位の神官は治癒魔術が使えない者でも血縁や世襲で継ぐ者が多い[33]。
- 魔石 = 異世界の魔物の心臓付近にある魔石袋から取れる魔力の篭った石。魔道具を動かすための電池のような役割から、武器や防具に魔結することで魔結した物をランクアップさせたり、魔法を発動させる触媒に至るまで、様々な用途で用いられる。最安値の洞窟芋虫の魔石でも小銀貨1枚はする高級品で、大型の物ほど価値が高く高値で取引され、上物は冒険者には流れてこない。
魔術兵器の開発には大粒の魔石が必要で、より巨大な魔石があれば、構想段階でしかない強力な魔導技術も実現可能なものになるとされる。近年では冒険者が狩る魔獣からの僅かな供給では魔導院の需要を満たしきれなくなったため、黒の塔では人造魔獣による巨大魔石の培養が行われている。
- ミスリル = 魔法銀とも呼ばれる金属。生の状態は通常の銀と硬さが変わりはないが、鋳溶かして目的の金属製品にコーティングしたのちに魔力で魔結加工することで通常の鋼の10倍する硬さと靭性を持つ金属ミスリル鋼となる。同じ重さの金の10倍の価値を持つ。
- 魔結（ファイナライズ） = 生ミスリルに魔力を流して真ミスリルに加工する工程や、魔石を武器に付加する作業のこと。魔術学校の錬金科で教えられる。
- 魔道具 = 魔石を媒体にして使用者の魔力を用いることなどでその用を成す道具。例としてサキの魔石ランタンや隷属の首輪など。
  - 魔術兵器（マジックウエポン） = 魔導院（タワー）が開発した兵器。隼爆矢のように魔石を用いて魔法を付与（エンチャント）されており、通常の兵器より威力が高い。
- 魔法薬（ポーション） = 回復薬。怪我や病を癒すのに用いられる薬。高位な物（ハイポーション）は千切れた手足すらくっ付けて癒すほどの薬効がある。無傷の物が服用すると行き場を無くした薬効が身体と精神を過剰に癒してしまうため、薬物耐性が生まれて場合によってはベルのような重度の依存症を産むことも。ベルの寝言からポーションの他にも「えりくしゃあ（エリクサー）」が存在する模様。
太陽教の秘儀で作られた神殿製ポーションとして、水瓶妖精の涙（トゥアズリ）、大地神の恵み（ムトゥア）、薬神の血（クァブキ）があり、これらは口に含んでミストとして使うと効果も高いが、対象者にツバの臭いで精神的ダメージも与える[74]。
- 魔の瘴気 = 100年ほど前から生まれるようになった黒煙状の死の瘴気。触れると肉が腐り骨が溶けて魂をも腐らせる猛毒である。竜だけが分解できるのだが、限度を超えた量を取り込むことはできず、猛毒を撒き散らさないよう竜の肉に受肉させ、肉瘴気という肉腫として排出する。どこからなぜ生まれるのかは謎とされる。
その正体は人間を素体とする人造魔獣を製造する際、素体と餌の人間が死の間際に生み出す怨念に起因するもので、最弱の獣である人間が最終進化魔獣に成長する過程で唯一得た生き残るための武器とされる。
  - 肉瘴気 = 未熟な竜が処理しきれず、肉腫として排出された魔の瘴気。猛毒の瘴気を撒き散らすことはないものの、肉体を持ったがゆえに自我を持ち、強い魔力やその持ち主を喰らい、分身を増やす。魔法はエサにしかならないので、闘気でなければ倒せない。侵食された直後なら引き剥がして治療すれば助かるが、状態が進行すると命にかかわる部分まで侵食され手遅れになる。
聖王宮にあるボス肉瘴気は天空聖樹や島亀龍の数倍大きく、斬ってもくっつき、魔法は魔力が吸い取られ、闘気を込めた打撃で少しは削れるが、キリがないという再生能力に加え、凄まじい学習能力で、喰らった龍閃砲を真似し、数倍の威力で返してくる。カーヴィンが龍脈炉を全開にして大量の瘴気を流したことで聖王の力でも封印しきれなくなり、嵐の結界の外側まで溢れ出す。始祖種の女王との盟約で現れた四天龍の龍閃砲も通用しなかったが、キャルマーの龍閃砲で動きを封じられ、分かり合うために戦う意志を持たず内部に突入したプルチノフと邂逅。龍脈の中で自分達を浄化してきたプルチノフに攻撃を仕掛けるも、自分達を瘴気に変えた者へ報いを受けさせると約束した彼を信じて敵意を消し、瘴気に戻って実験を主導したカーヴィンへの復讐を遂げた。

#### 魔法
- 閃光魔法 = 正式名称不詳。プルチノフがサキに促され、魔石を用いて発動させた魔法。その発光能力はスタングレネード並[注 22]。この魔法をゴルドー騎士団相手に使ったため、プルチノフは閃光魔術師（シャイニングウィザード）とも呼ばれるようになる。太陽光並みの光量を放ち、幽鬼を滅ぼすこともできる。
- 雷牙（ライガ） = サキの愛剣、雷の魔剣（雷鳴剣）で用いることができる雷の剣魔法。1発で猪鬼を2〜3匹殺せる威力がある[75]。雷の身体強化を覚えてからは、チャージなしでも使用可能になる[76]。
  - 全弾雷牙（フルバーストライガ） = 第8話でサキが魔霊王にとどめを刺す際に使った剣魔法。
  - 連鎖雷撃（チェインライトニング） = ベルが空中に発現させた水を複数人に纏わりつかせることで、サキの雷牙を単体から複数の相手に掛ける協力魔法。
- 必中飛剣（ダガーミサイル） = カーニャが使う魔法。木工魔法で生み出した木の短剣を相手にぶつける。角ウサギ程度なら殺せるが、所詮は木工細工なので威力は極めて低い。
- 獣神雷爆（ライガ・ボム） = 神獣ブルが使う魔法。雷撃によって複数の敵を攻撃できる。
- 風刃乱舞（セントーン・ヴァンダム） = ヨシュアスが使う円～楕円状の風を相手にぶつける魔法。中に鋼線を仕込んでおり、それを強風と共に標的にぶつけることで相手を切り刻む。
- 風刃竜巻（ウラカントルニージョ） = ヨシュアスが使う特大の風魔法。竜巻を起こし、風刃乱舞同様に仕込まれた無数の鋼線で砦さえも切り刻む。最大半径100メッツァーの広範囲魔法[77]だが、魔素をほとんど気圧のコントロールに使い切っているためアンデッドには効果が薄い[78]。
  - 竜巻竜魔弾（ドラゴントルニージョ） = 大統領流の飛龍魔弾との複合技。プルチノフが連射した魔弾を竜巻の中に吸い込むことで、回避困難な攻撃を与える。
- 死湖紫霧（デスレイクミスト） = ミィナが使用した広範囲魔法。無数のガスの槍を浴びせ、対象を石化する。
- 邪王炎爆（サンダ・ファイアー） = ジェラリエが邪王爆覇剣で打ち出す炎の剣魔法。熱量のダメージに加え、周囲を酸欠状態にして敵を窒息死させる恐ろしい魔法。
- 邪王爆壁（ニトゥア・シールド） = カーヴィンが使用した防御魔法。神獣ブルの獣神雷爆をも防ぐ。
- ゲワイエンターフ = カーヴィンが使用した回復魔法。切断された腕を生やすのみか頭部が分断された死者ですら傷を接合し蘇らせるほどであるが、癒された箇所は見た目が非常に醜悪（鱗上の皮膚や複数の目が生えるなど）になってしまう。
- 獣神転翔（トペコーン） = 神獣ブルが使う飛翔魔法。一度使用すると寿命が縮み、数年は使えない。
- 闇転移の魔術 = 正式な名前は不詳。魔霊王がダンジョン探索に訪れたプルチノフ一行を自らの居場所へ転移させるために用いた魔法。
- 闇呪棘転移門（ハーミットゲート） = 指先から出した荊で門を作り転移を行う。
- 局所治癒（ローカルキュア） = 治癒魔法の一種。仕上げにポーションを併用することで、失明でも治療可能。
- 獅子王城壁（ジェリコウォール） = 地中の岩盤を簡易ゴーレム化して一時的に地上に押し上げる上位魔法。日が経てばまた地面に沈んで元の地面に戻ってしまうため長期的な城壁としては使えないが、即席の盾や石材を切り出す目的では非常に有効。
- 完全密室（ルームオブコナン） = ベルがサキと共に自身の秘密をプルチノフに明かす際に、他人に見られず聴かれぬよう小屋に施した特殊な魔法。カーニャには通じず破られてしまう。
- 魔圧縮（スモールパッケージ） = 元々は昔話にあった魔法であり、ベルが編み出してしまった魔法で、あらゆる物体を小型化する伝説級の魔法。解凍（ブレイク）と言うコマンドで元の大きさに戻すことが可能。圧縮された物体は硬くなるが、重量については外見通りに軽くなる。兵器や兵站物資の輸送が容易になるだけでなく、圧縮した石材・木材で模型を作ってから拡張させれば工期が大幅に短縮される。ただし、空間座標のような情報が必要らしく、生物や動いている物に対しては無効。
- 木工魔法 = カーニャが使う創造魔法。カーニャが見たもの記憶したものなら生木を用いて加工し何でも作り出せる[注 23]。乾燥の魔法と並行発動して水気を抜き、食器にする場合は脂とヤニも同時に抜く。プルチノフ曰く「3Dプリンターなど足元にも及ばぬ技術」。また、木と構造が似る甲虫の甲殻にも有効。
- 記憶魔法 = ベルがプルチノフに教示しカーニャに対して用いた魔法。ベルの物理攻撃により意識が朦朧となったカーニャの頭部にプルチノフが魔力を送り込んでそのイメージしたもの（ピストルクロスボウ）を記憶させた。逆に記憶を消すことも可能。カーニャ曰く「ほとんど禁忌に近い外道魔法」で、被術者は絶叫をあげることから、「あばばば」の隠語で呼ばれる。
- 人馬合体（ツープラトン） = 友情の神ティエンコジーの加護とプルチノフの持つ膨大な魔力、十二亜八冠の魔力により発動し、プルチノフとマルセロスが獣神合体した状態で人馬族伝説の戦士。魔力的な合体なので、どちらかの魔力が尽きるか任意で合体状態を解くことも可能。
プルセロス = プルチノフ主導で上半身の人体部がプルチノフとなり、格闘主体の戦いを行う。
マルチノス = 獣神変形してマルセロス主導の状態。人体部がマルセロスになり、その腹部にプルチノフの顔と腕が現れた姿[注 24]。主武器は人馬の双子剣。
- 招魂泉浄（デスレイクドライブ） = 死者を魔族として生まれ変わらせる魔法。成功率は低く、魂がドブ色に汚れている者は最低ランクのゾンビになる。
- 大王火炎（ポーゴファイア） = 高出力の火を放つ魔法。キャルマーの風ブレスと組み合わせて火力を強化した。
  - 鳥王火炎（ファイヤーバードブレス） = ベルホッチが大王火炎を模倣して習得した、ファイアブレスを吐く火炎魔法。
- 踊火（フェーゴ） = 火起こし用の魔法。
- 老成せよ（キドシルバ） = 老化の呪い。対象を無理やり成長させる魔法。作物を急速に成長させる場合は栄養を付与する必要がある。
- 魔力変換 = 森人の天才精霊使いが編み出した秘儀。腸内フローラを魔力に変換する。この魔法を常用すると排便する必要がなくなり、代わりに年数回「エルフ真珠」が排泄される。使用時には馬步のような珍妙なポーズを取らなければならない。
- 魔導遠隔通話術（テレ・フォーン） = 魔道具を利用して遠隔地と音声のパスをつなげる魔法。上位互換の魔法に「呪具映像通話術（シュマ・ホーン）」がある。
- 身体強化 = 魔素によって身体能力を数割向上させる技術。属性ごとに特徴があり、炎なら筋力、水や土なら防御力、風なら速度、光や闇なら五感を強化する。その際に肉体が放つ魔力の波紋を「闘気」という。これを使えない魔法剣士は落ちこぼれ扱いされる。
- 重雨爆壁（ヘビーレイン） = 大量の水で壁を作る魔法。ガスの槍に対する防御として使われた。
- 白鳥演舞連夢（スワンダイバー） = 大きな泡の膜を作って身体の周囲を覆う。強度は高いが長くは保たないのが弱点。
- 闇雷牙（ダークライガ）= 毒効果付きの雷を放つ攻撃魔法。
- 死霊転生（ハークシー）= 対象を屍肉として復活させる、混沌の神官術である死霊術。
- 終末箱舟結界（ノアストロン）= 未だかつて破られたことのない防御の最終兵器。終末破壊魔法（ドゥームズデイデストロイヤー）に対抗して作られた龍脈直結魔法なので、龍脈の無尽蔵の魔力で硬化された結界は永久魔法とされる。

#### 魔道具
- 魔石ランタン = 魔石を媒体に使用者の魔力を注ぐことで照明となる。プルチノフがサキに促されて初めて魔力の使用を試みた際は使用したのが小さな魔石にも関わらず米軍のM84スタングレネード並[注 22]の発光現象[注 25]を起こし、サキを失神・失明させた。
- 隷属の首輪 = 装着した対象の意思を奪って絶対服従を強制し、装着した者の魔力を乗せた命令で行動を操る魔道具。解除するには使用されている魔石3つを7パターン（日替わり）から選んで破壊するか、キーとなる魔石の魔力供給を断つ必要があり、無理やり外すと魔力の刃が装着された者の頸動脈を傷付け命を奪う可能性がある[注 26]。強大な魔力を乗せた命令ならば、一時的に命令を上書きできる。
ゴルドー（または新王国）周辺では本来は高位の魔獣使いしか使用を認められず、奴隷への着用でさえ100年前から禁止されている。ただし、西方の蛮族の間では未だに使用されている。
- 隷属の鞍 = 魔族の将、ヨシュアスが地竜・キャルマーを支配下に置くために用いていた超級魔道具（アーティファクト）。隷属の首輪と似た、対象の自我を奪う魔道具。
- 隼爆矢（ファルコンアロー） = 先端に猪鬼（オーク）級の魔石を装着し、爆炎魔法をチャージした使い切りの矢（ボルト）。クロスボウから放つことが出来る。魔術兵器の一つで非常に高価かつ、高威力。
- 制御不能星屑弾（スターダストアロー） = 対魔獣戦用の最新魔術兵器。射出する大型の矢に多数の隼爆矢を仕込んだ大型のバリスタかつ散弾銃の様な指向性兵器。
- 攻城魔道弩（バティスタ） = 制御不能星屑弾の射出に使用する兵器。攻城だけでなく大型魔獣の狩猟にも使われる。その威力から別名を守護者（ガーディアン）とも言う。
スクイード家からサキとベルが持ち出した物をマッドゴンが軽量化・改修した「攻城魔道弓・改」は、矢槍を制御不能星屑弾から改修した回転魔弾（デスティーノ）へと変更しており、貫通力は2倍になっている[79]。
- 魔造人形（ホムンクルス） = 3巻時点では全容は明らかではないが、魔導院が作り出したクローン人間の様な存在。たとえ死んでもアンデッドとなって情報を主人に持ち帰るが、ホムンクルスが見聞きしたことは記憶を同期させなければ知ることが出来ないため、残骸でも回収しなければならない。
- 魔力封じの腕輪 = ベルが錬金魔法で作り、ヨシュアスの手首にはめられた魔道具。魔族の膨大な魔力を抑えつけ、魔力ランタンに灯りをつける程度の魔力しか使えなくなる。ベルの意思で手首を締め上げることもできる。毒キノコのレリーフがチャームポイント。
- 竜櫓 = マッドゴンと大工ドワーフたちの手で作られた戦闘櫓。地竜キャルマーが背に乗せて運搬する。別名・角竜キャンピングカー。連弩や弩砲を搭載した動く要塞だが、連弩には矢羽をつけられないので命中率が低い。樽には防腐魔法のかかった水が3000アンドル積載、キッチンや寝台、シャワー室も完備されている[80]。
- 捕獲騎槍（クラッチランス） = 捕獲用の鎖を射出する魔導武器。魔導騎士槍（ランス）の先端には魔法を射出する魔石が組み込まれている。捕縛鎖から強力な麻痺魔法（パラライズ）を発生させる皆殺魔爪撃（イビディクロー）を射出可能[81]。
- 魔眼人の髑髏 = 死霊術で不死者化された魔眼人の髑髏。千里眼の能力を永遠に魔道具として利用される混沌の非道な技術で、遠隔映像やテレパス通信が可能[82]。
- 溶岩竜鎖（ドラグマチェーン）= 死の谷に伝わる巨大な鎖。代々の鬼柱たる竜を龍穴に縛り付けるために使われ、その強度は計り知れない。竜の骨粉と溶岩を太古の魔法で焼き固めたものと伝えられるが、その製法は失われている。物理・魔力の双方に高い耐性がある[38]。
- 魔映鏡= 古代人の使用した魔映鏡を魔法で再現した鏡。魔導院の秘匿技術で、無魔導者への譲渡や販売は禁じられている。現在は魔導技師サームソンの手がけるものがナンバーワンシェアを誇る[38]。
- 対魔族用聖笛（ギルフルート）= 混沌の力を縛りつけ、魔族の動きを一定時間止めることができる笛。魔族の戦闘力を恐れた新王国からの要請で開発された音響魔法兵器。全自動演奏機能もある。混沌派神官数十人の魂を魔神回路によって結晶化し、その魂から発する怪奇音によって魔族の力を無効化する。混沌の神官数百人を生贄にしてようやく発動でき、かなりの魔力を消費し、これに魔力を供給している間は攻撃魔法を使えないなど弱点も多いが、蛙の最終進化魔獣と融合するという手段で弱点を補った。
- 結界の指輪（バリアリング）= 魔導院の魔術士が護身用に装着する魔道具。最強の防御を展開できる終末箱舟結界（アストロン）型は、終末破壊魔法にも耐える結界を展開できる。
- 巨大ゴーレム= 世界各地に残る古代人の遺産。材質は金属なのか粘土なのかすら分かっていない。多くは朽ち果て観光資源としての価値しかないが、保存状態の良いゴーレムを錬金術師が数分間だけ動かした記録もある。聖王都の天空閣内部に格納されていた物もその一つ。サービスセンターが最寄りの銀河系に存在していないため、エネルギーの充填もメンテナンスもできない。

#### 武器
- 短剣 = プルチノフがマッドゴン・ロン＝ベルドから銀貨1枚で購入した短剣。その他にもカーニャが木工魔法で丸太から削り出して作った投擲用の物もある。
- マッドゴンナイフ = プルチノフのためにマッドゴンが打った魔鉄合金製のハンティングナイフ。プルチノフの魔力が染みつき特殊な加護を得ている[82]。
- 雷の魔剣+1→雷鳴剣+5→+50 = サキの愛剣。柄頭の中に魔法をチャージできる魔石が埋め込まれている。雷魔法・雷牙が雷の魔剣+1の時は1日1回、大猪鬼の魔石を埋め込んで雷鳴剣+5にクラスアップしてからは、同じ雷魔法なら5つまでチャージできるようになった。雷牙はベルの魔法と連携して複数人に攻撃可能。その後、聖王都でリィナから貰った秘宝魔石でアップグレードされ、チャージの残機が10倍に強化された。
- 雷神の隠刀（ライゲルソード） = かつて、獣王ヤムドゥアが所持した短剣。海王ムイノールとの一騎打ちに使われ、不利な戦いで敗れはしたが雷撃によって難を逃れられたという。時の流れと共に既に形を失ってはいるが、十二亜八冠と共にヤムドゥアからプルチノフに継承された。所有者に格闘能力の向上、電撃無効、身体の一部硬化による防刃、水系魔法防御などの恩恵を与える。
- 邪王爆覇剣+8（ニトゥアソード） = ジェラリエの愛剣たる上級魔剣。チャージした炎系の魔法を増幅させ、邪王炎爆波（サンダ・ファイアー）が使用可能[注 27]。魔力強化杖（マナ・ベイル）を装着して槍としての使用も可。
  - 邪王爆覇剣槍（ニトゥアジャベリン） = ジェラリエの愛剣に魔力強化杖を装着して剣槍仕様にしたもの。魔力強化杖には邪王炎爆波を最大4発分追加チャージ可能。ただ、魔法を発射するまでにコンマ数秒のタイムラグがあるので、近い間合いでは躱されやすい[83]
- 人馬の双子剣（バラモンソード） = 人馬族の男が使う主武器。柄と柄頭は魔鹿（マディア）の角製。女性の戦士は主に槍を使う。
- 大魔鹿の角弓（グレートマディアコシカ） = 人馬族が使う魔鹿（マディア）の角弓。魔鹿は老齢になるほど凶暴・巨大化するため強い個体は大魔鹿（グレートマディア）と呼ばれ、その角から作った角弓は人馬族の勇者の証。10メッツァー以内で放つとプロテクト魔法を破る。
- ピストルクロスボウ = プルチノフが工作員時代に使用した小型の暗殺用クロスボウをカーニャの木工魔法で再現したもの。元は毒矢などを使うため威力は考慮されていないが、プルチノフ村の老民による部品の金属化やベルの魔力付与で各部の改善がなされ、自警団用に量産された。
- 騎士十字弓（ナイトクロスボウ） = 様々な矢（ボルト）が射出可能な弓で騎士が主に対魔物戦で使用する。隼爆矢の射出が可能。
- 連弩（れんど） = 竜櫓に装着された兵器の一つでドワーフ製の連射弩。構造上、矢羽根の無い矢しか飛ばせないため、命中率は低い。
- ティエンムの杖 = 魔導院のティエンム魔道具工房で作られた高性能な魔導用の杖。一般的なヒムルー型と特殊な紋様が施されたグィタリズム型があり、後者は魔法効果を倍増させる力がある。魔法効果、魔法チャージ、暗黒治癒魔法にボーナスが付く。
- 樫の釘打ち杖 = ベルの愛用する魔導杖。魔術学院でぼったくり価格で買わされる樫製の安物。釘は威嚇効果を持たせるためにサキが打ち付けたもの。海底迷宮でミィナによって破壊される。
  - 新型魔導杖+25・ボコりん棒Ⅱ= 聖王城に秘匿されていた聖樹の杖をちょろまかして作った杖。魔力増幅機としてキャルマーの角を取り付けている。釘はサキの鎧製作で余ったミスリル鉱を贅沢に使用。
- 大戦士の戦斧（ハルクホゥガン） = 大猪鬼の中でも大戦士（ハルク）と呼ばれる者が持てる戦斧。人間では持つことのできない重量。所有者に雷撃耐性を与える。
- G19ナタリアスペシャル = プルチノフが秘書官ナタリアに嘆願され、嫌々ながら携帯していた銃器。プルチノフには内緒でバレルの強化などが施され、特別仕様の高威力拳銃弾が装てんされている。
- 超重魔槌（マーリオハンマー） = 魔力を注ぐほど硬く、そして重くなる重魔鉄製の巨大ハンマー。エドゥ専用の攻城兵器として特注された逸品で、城壁破壊と投擲のボーナスは魔力充填50%ごとに倍増していく[82]。打突部分の片側が尖った砲弾型で、デフォルメされた顔が描かれている。
- 雷宮瓶（らぐびん） = 王闘鬼流百八派の一つ、雷宮瓶球術の伝承者にのみ許された武具。見た目はトゲがいくつもついたラグビーボール。闘気をまとわせて蹴り上げる鋼鉄の瓶は天空に舞う竜をも撃ち落とす。伝承者を決める決闘者は猛毒を飲み、この瓶の中に収めた解毒剤を奪い合うと伝えられる。（カイフン書房館「ずっこけ拳法大百科」より）[84]。
- 五龍斧（ごりゅうふ） = 王闘鬼流百八派の一つ、五龍斧術の伝承者にのみ許された武具。見た目はゴルフクラブ。闘気をまとわせて打つ弾丸は、天空に舞う竜をも撃ち落とす。王闘鬼の英雄ゴーリュフが編み出したと伝えられる闘法。（カイフン書房館「世界のおもしろ武器全集」より）[84]。
- 聖混沌剣（ケイオスソード）= 最強の聖戦士のみが所持を許される混沌勢力最強の剣。魔法防御無効、物理防御無効の効果を持ち、使用者の魔素属性を極限まで強化したとき、使用者の闘気の強度次第でどんな物質も存在ごと断ち切ることができる。めっちゃ重い。

#### 防具
- 守りのカチューシャ = サキの所持品の中で最も高価なアイテム。物理攻撃と魔法から頭部を守る魔導兜（バリアヘルム）で、闘鬼王種の手刀すら防ぐアーティファクト級の魔道具。入手経路は不明だが、迷宮産と推測される。
- 白狼毛の外套（ウルフェンケープ） = ジェラリエ・ゴルドーの装備品。魔力をまとわせることで物理・魔法防御の力を得る効果を持つ外套。
- 白魔鋼の全身鎧（パールニウムメイル） = ジェラリエ・ゴルドーの装備品。魔境の上級ダンジョンで発掘された古代のドワーフに作られた鎧。王都から招聘されたマッドゴン・ロン＝ベルドの手で修復され、ドワーフ秘伝のある機能を持つ。
- 魔盾（シールド） = 魔導院が作った魔法や魔獣のブレス攻撃を防ぐための盾型魔術兵器（マジックウエポン）。三種の大きさがあり、鷲王盾（ロリン）、魔犬盾（アンブロ）、超人盾（ロマン)の順に防御力が高い。
- 邪妃の鉄薔薇（じゃきのアイアンローズ） = ジェラリエ・ゴルドーの装備品。貴人や高段位の冒険者が兜代わりに使用する魔道具で頭部への物理・魔法攻撃に対する防御効果を持つ。
- 十二亜八冠（じゅうにあはっかん） = 別名・獣王の冠。形は失われているが、かつて存在した獣王の証である十二の部族を統べる八王国の冠。元は獣人国ミチョーク王国のサスク王が作らせた物で、ヤムドゥアが王を一騎打ちで破り獣人国を征服した際に受け継がれた。愛龍ディーンボウと自身の墓を魔霊王（リッチ）から救った礼として、龍と心通わせる道具として獣王ヤムドゥアから雷神の隠刀と共にプルチノフに継承された。所有者への魔獣の敵対心が70%低下、竜が騎乗を許す、あらゆる呪いの効果を90%軽減、過去の記憶を鮮明に呼び覚ますなどの恩恵を得る。
- ベルの帽子 = サキが作った大型の箱型帽子にベルが数々の遮蔽魔法を施した魔道具。その中に魔圧縮（スモールパッケージ）で小型化したスクイード辺境伯家から持ち出した物資を隠し持っていた。また、サキには内緒でポーションを隠す小窓がある。第4話冒頭の解説では特製の魔女ハットという名前だった。
- 羽型腰巻き（ガッチャスカート） = ヨシュアスの「羽型外套（ガッチャマント）」と対をなすイキリ装備。魔法防御に補正が付く。
- 海王の盾 = すべての魚人の王たる海王の象徴。海王ムイノール亡き後に失われた秘宝。先々代獣王シャーマと激闘を繰り広げた先々代海王フィッシュマーが使用したと伝えられる。亀爺からプルチノフに与えられ、海の種族出身の海王が現れるまで彼が預かることになった。物理防御の効果も高いほか、海獣の敵対心を無効にする、海獣が騎乗を許す、水中で呼吸可能といった恩恵がある[32]。
- 王闘鬼の腰巻= 溶岩獅子の毛皮で作った腰巻。自ら高温を発し自動滅菌する機能があり、男の臭いをシャットアウトする。炎耐性、消臭、物理防御の効果がある[38]。

### 武術

#### 大統領流
プルチノフが使う武術。空手や柔道、レスリング、テコンドーなど様々な格闘技のエッセンスを併せ持つ。
- 飛龍回転脚砕（ドラゴンスクリュー） = 1話でワイバーンを飛び蹴りで落とした後にかけた技。尾を掴んで半回転させ、ワイバーンを地面に叩きつけた。
- 斧弾頭DDT（アックスギロチンDDT） = 第4話で大猪鬼ガマラの大戦士の戦斧による一撃を避け、その頭部を脇で抱えて振り下ろした斧の刃に叩きつけた技。EX残機のお陰で即死はしなかったものの、脳が露出するほどのダメージを負った。
- 霊長類強制騎乗術（れいちょうるいきょうせいきじょうじゅつ）[注 15]　= 第4話にてガマラの体当たりを避けて掛けた関節技。後背から相手の腰部に跨る形でその両手首を捻り上げて固定し、さらに両足で両膝を固定し体重をかけて徐々に破壊する技。漫画キン肉マンで有名になったプロレス技のパロスペシャルと同じ技。
- 爪釣込腰（つめつりこみごし） = 第6話で突如開拓村（後のプルチノフ村）に現れた皇帝魔熊のベイダーを制圧した技。第8話で骸竜ディーンボウに対しても使用。
- 逆転竜尾竜巻（リバースドラゴンスクリュー） = 第8話で骸竜ディーンボウの尻尾による一撃を受け止め、その威力を利用してダンジョンの岩壁にディーンボウを叩きつけた。
- 馬ックドロップ = 第12話でジェラリエに操られているタクタロスに対して使用するも、ジェラリエの魔法・邪王炎爆による攻撃を回避するため、不発に終わる。
- 人馬跳横蹴り（ケンタウロッセ ティミョ トラヨプチャ チルギ） = 第13話にてタクタロスに騎乗したジェラリエとの戦いで使用。大統領流とは称してないが、プルセロス状態で使用。馬部分の後肢を使って放たれる飛び蹴りは二足の時の数倍に達する。
- 人馬鉄騎正拳突き（ケンタウロストレート） = 第13話にてタクタロス・ジェラリエに対して使用。プルセロス状態で4本の脚から大地の魔素を取り込み、相手に放つ。その一撃による衝撃は前面で技を受ける者のみでなく、騎乗した人物の甲冑に大きな跡を残し破壊するに至る強力な一撃。
- 猛牛焼印押（ブルブランディング） = 第19話にてウィンドスに対して使用。相手の足を取って投げ飛ばし、頭に飛び乗り大地神の加護で増した重量により顎から地面に叩き付ける。
- 猛牛岩石武者落とし（ブルキリング）　= 第19話にてボルトスに対して使用。相手の角を取って持ち上げ、震脚で突出させた岩塊に向けて脳天から叩き付ける。
- 龍牙咆掌 飛龍魔弾（ドラゴニックオウラ ドラゴンロケット） = 第21話で使用した、ディーンボウの魔素の咆哮を体現する大統領流象形拳の技。龍の顎に見立てて合わせた掌から魔素を砲弾のようにして魔弾を発射する。速度はそれほどでもないが、連射が可能。
  - 飛竜噴進砲（ドラゴンブースター） = 第26話で水没する海底迷宮から脱出するために使用。飛竜魔弾を魔光線として持続的に噴射し、ジェット推進を行う。古竜でも死んでしまうほどの量の魔素を一度に放出しており、龍穴であるプルチノフしか使えない。
- 闘気浸透拳= 闘気で作った巨大な腕で浸透拳を放つ技。
  - 鉄騎灼熱正拳突き（バーンナックル）=周囲の溶岩の熱を闘気の拳に集め、相手を貫く技。
- 大統領スピアー= 大統領ロボに搭乗して使うタックル。スラスターの出力を全開にして相手を強引に押しだす。
- ロケット浸透拳= 大統領ロボに搭乗して放つ浸透拳。ただ、巨大ゴーレムには攻撃能力がないので、ダメージは一切発生しなかった。
- 三段ロボ正拳= 大統領ロボで正拳突きを3連打する技。闘気を注入して動かしている状態で使用したため、攻撃として通用した。
- 天空落下式飛龍限爆墜（バルコニーダイブドラゴンスープレックス）= 大統領ロボで相手の背後に組み付き、高空からドラゴンスープレックスを浴びせる。
- 星河昇龍（ギャラクティカドラグファントム）= 「大統領流騎龍立ち」で龍脈の上に立ち、巨大な龍の形にした龍脈の力を打ち出す。ほんの一瞬だが、宇宙の大河である龍脈を逆流させるほどの出力を持ち、龍脈を汚染する瘴気を乗せて黒の塔の最果ての転移陣を攻撃した。

#### その他
- 猛猪覇豚道（もうちょはとんどー） = ガマラが使ったショルダータックル。胴回り以上もあろうかという巨木をへし折るほどの破壊力を持つ。
- 竜巻抜刀脚（ボッチロビンソン） = ボッチのオリジナル技。前方宙返りにひねりを加え、浴びせ蹴りに近い軌道で放つ変則ブラジリアンキック。
- 貫虎抜刀脚（タイガーソバット） = 大統領流・人馬跳横蹴りをボッチがアレンジした後ろ蹴り。
- 火炎鳳凰乱舞（カイザーフェニックスプラッシュ） = ベルホッチの鳥王火炎を身に纏い、前宙しながら連続蹴りを行うボッチの技。
- 若獅子の剣 = サキがマーナ師匠から学んだ剣技。最初は速さで撹乱して相手を焦らし、受けに回ったらひたすら耐えて時機を待ち、一度間合いを取ったら止めをさす一瞬だけ手の内を見せる。群れを追われ旅から帰った若獅子が、負け続けた経験を勝利への財産として大獅子を凌駕する故事から生まれた奥義。
  - 獅子姫連斬（リオネルサルト） = 稲妻を放った瞬間に雷の魔素を導電性の走路にして、電磁推進で高速移動して敵を斬りつける。闘気を使用しているので、肉瘴気にも有効。
- 犬神剛刀剣（シュケーキオン） = 犬神剣奥義。しかし肉瘴気には通用しなかった。
- 鬼燐大車輪（おにぐるま） = 王闘鬼流奥義。3人の王闘鬼が手足を繋ぎ、車輪状になって転がりながら相手を攻撃する。
- 擲叉錘長角拳（てきさすろんぐほーんけん） = コルナの形に握った拳で相手を突く。

### 神・宗教関連
人類の信仰する神は凡そ太陽神マウナーとその眷属神（ケア）である。神の恩寵として賜わる特殊な能力を加護と呼ぶ。
- 全陽教 = 太陽神を信仰する宗教の宗派。人類社会で最も信仰者が多く、信仰する只人（ヒューム）・エルフ・ドワーフは巴の同盟と称され、各種族の長が最高神官を務め巴の三種族が十二人類を庇護する務めを負うと言う始祖の教えを守っている[33]。
- 新陽教 = 太陽教の新宗派でアントニス王国圏（新王国）の支配的宗派。只人（ヒューム）だけが人類と唱える。ゴルドーの街は新王国圏だが、全陽教と新陽教双方の神殿が存在する[33]。
- マウナー = 太陽神。プルチノフが転移して来た異世界を統べる存在で、この世界への侵入を図る混沌（ケイオス）勢力と対になる存在。強き者は弱き者のために、弱き者はより弱き者のために、という教義がある。敵対者である混沌勢力の関係者からは地を枯らす日照りの邪神とも呼ばれる。
- ライゲル = 獣頭の神で雷神。第1話でサキが雷牙の魔法を使う際、その名が詠唱されている。また、プルチノフが獣王ヤムドゥワから継承した雷神の隠刀（ライゲルソード）にもその名が使われている。
- ムトゥアー = 大地の神。ドワーフの信仰する神であり、その精霊の力は亡者の呪いを癒すことが出来る。
- マーヤ = 言の葉の神。文字や数字を多用する職の者に加護を授ける。プルチノフはこの神の加護を受けているため、自然と元居た世界と全く異なる異世界の文字や言語が理解出来る[注 28]。
- ハシフ = 人馬族の信仰する草原の神。
- ミラーノ = 癒しの女神。その加護は様々な傷や病、状態異常を治癒する。
- メイウィザード = 美と宝物の神。その加護は鑑定能力。
- クァブキ = 薬の神。神殿製ポーションの名前に使われている。
- ティエンコジー = 友情の神。その加護によってプルチノフはマルセロスと友情合体を果たした。
- タナーシュ = 時と英知の神。その加護の一つは記憶。
- ダンジョン = 太陽神の統べるこの世に侵入を図る混沌勢力が開けた穴。放置すれば魔物を生み出す厄介な洞窟だが、お宝が眠っていることも多いので冒険者にとっては一番の稼ぎの場になる[85]。生存本能を最大限に発揮させ、生き延びた者にはさらなる加護を与える。一見すると普通の洞窟にしか見えないが、混沌勢力特有の魔力波動が漏れ出る[86]。
長い時を経た迷宮の心核（ダンジョンコア）は人格を持つほど成長することがある。心核が天井を落とせるのは入り口と出口だけで、人間の身体でいう腹の中に相当する迷宮内部に入ってしまったものは自分の意思ではどうにもできず、免疫機能に相当する怪物たちが対処する[87]。
- 太陽紋（マウナーサークル） = 太陽神マウナーの紋章。全陽教の神官が使う[88]。
- 太陽鉤十字（マウナークロス） = アントニス王家とジャイヤーン王家のルーツであるリクィード王家の旧王国十字に太陽紋をあしらった紋章。新陽教の神官やアントニス王国の騎士団が使う[88]。
- 混沌十字（ケイオスクロス） = 混沌勢力の使う軍旗。月と剣を表す。混沌に帰依した者が使う[88]。
  - トリトンの混沌十字 = トリトンの神官によって海獣の骨を削って作られた首飾り。混沌の神への帰依の証で、爪楊枝の代わりにもなる[84]。

### 単位・通貨
- メッツァー = 異世界における距離の単位。1メッツァー = 1メートル。
  - リングス = 距離の単位。1リングス = ほぼ1キロメートル[注 29]。
- 銀貨 = 異世界で使われている貨幣の1つ。通貨単位は無く小銀貨と銀貨が有り、銀貨3枚は1-2週間は食うに困らない額。
- アンドル = 異世界における体積の単位。1アンドル = 1リットル。

### 料理
- 麦粥 = 最初の野営でプルチノフ一行が食べた夕食。カーニャが獲った角ウサギの肉を入れている。
- 圧殺大蝦蟇と猪鬼山椒の人馬唐辛子炒め = プルチノフの指示で、ベイダー、キャルマー、ベルが作った料理。山椒の痺れが病みつきになる味で、唐辛子がさらにそれを加速させる。
- 白髭黒大蛇と山菜のスープ = 味付けは蛇骨と出汁と塩のみだが、蛇肉はホロホロしており、出汁の味が山菜に染みている。年寄りにも優しい味。
- 白髭黒大蛇の手刀削麺 = 「白髭黒大蛇と山菜のスープ」に、ゴルドーの騎士たちが残した小麦粉から作った生地を手刀で薄く切って茹でた麺を入れた料理。ただのスープより食い出があり、子供や猪鬼にも人気。
- 人馬の乳酒 = 人馬が飼う岩乳羊の乳を素材にして秘伝の製法で作られた微発泡酒。一般的な乳酒のような酸味は少ない。滋養強壮に優れ体にピース。合う料理は焼肉[89]。
- 北辺風汁パスタ = 猪鬼が好む麺料理。北辺馬鈴薯と共に、運動とタンパク質の不足による猪鬼の肥満化を招いた。
- サイコロ牙魔猪プサルの人馬唐辛子と猪鬼山椒炒め = プルチノフの指示でベイダーが作った肉料理。人馬族秘伝の岩乳羊のチーズとの相性は抜群。
- 猪鬼ピザ（オークピザ） = 肉と岩乳羊チーズを無発酵パンに載せて焼いたもの。プルチノフ村でも人気だが、食べると偏差値が下がる超弩級の巨大ピザ。この料理のせいで村の子供たちは猪鬼を指してピザと呼ぶようになった。合う料理は猪鬼エール[89]。
- 城塞大蟹の浜焼き = 北辺一のご馳走と呼ばれる蟹料理。プルチノフが手刀で甲羅割りを行い提供した。甲羅と肉をここまで分離するのは、一流の料理人にも難しい。合う料理は辛口の白ワインやトリトン焼酎[89]。

## 書誌情報
- 馬場康誌 『ライドンキング』講談社 〈シリウスKC〉、既刊15巻（2025年6月9日現在）
  1. 2019年1月9日初版発行（同日発売[90][91]） ISBN 978-4-06-514210-3
  2. 2019年5月9日初版発行（同日発売[92]） ISBN 978-4-06-515493-9
  3. 2019年10月9日初版発行（同日発売[93][94]） ISBN 978-4-06-517260-5
  4. 2020年4月23日初版発行（同日発売[95][96]） ISBN 978-4-06-519224-5
  5. 2020年12月9日初版発行（同日発売[97]） ISBN 978-4-06-521698-9
  6. 2021年5月7日初版発行（同日発売[98]） ISBN 978-4-06-523248-4
  7. 2021年10月7日初版発行（同日発売[99]） ISBN 978-4-06-525121-8
  8. 2022年4月7日初版発行（同日発売[100]） ISBN 978-4-06-527578-8
  9. 2022年10月7日発売[101] ISBN 978-4-06-529469-7
  10. 2023年4月7日発売[102] ISBN 978-4-06-531326-8
  11. 2023年10月6日発売[103] ISBN 978-4-06-533422-5
  12. 2024年3月8日発売[104] ISBN 978-4-06-535278-6
  13. 2024年8月7日発売[105] ISBN 978-4-06-536683-7
  14. 2025年1月8日発売[106] ISBN 978-4-06-538021-5
  15. 2025年6月9日発売[107] ISBN 978-4-06-539069-6

## メディア展開

### TVCM
- 2019年1月9日、YouTubeにて中田譲治がナレーションとプルチノフ役を務める15秒CMが公開された。このCMは、掲載誌が同じ『転生したらスライムだった件』のテレビアニメ版の放送枠内でも放送された[108]。
- 同年10月に単行本3巻が発売された際、YouTubeのU-NEXTのCMに置いても、中田譲治がナレーションから各キャラクター役でセリフを読み上げるCM4篇が公開されている[109]。
- 2021年5月、コミックス累計100万部を突破したことを記念したテレビCMが制作された[110]。ナレーションは速水奨が担当している[110]。

### 海外展開
- 2019年9月に講談社の編集者がロシアの取引先に同作を紹介し、出版の可否を問うた所、作品内容は好評だったものの出版に関しては何故か命の危険があるとして、断られている[111]。

## 受賞
「次にくるマンガ大賞 2019」コミックス部門で9位に入賞し、特別賞のU-NEXT賞を受賞した。「全国書店員が選んだおすすめコミック2020」では一般部門で10位に選ばれた。

## 評価

### 他者からの評価
放送作家の黒田順子によると、本作は「食材の食べ合わせに疑問を持っても、実際に食してみると想像と違っておいしかったという経験そのものであり、意外な組み合わせから不思議な世界が広がり、いい意味での驚きと笑いがあった」という。抜群の画力に様々な素材をミックスさせて新しい世界を創り出した本作は、とにかく中身が濃く、何度も楽しむことができる漫画だと確信したと評している。

### 売り上げ
単行本の第2巻がCOMIC ZIN調べによる週間売り上げランキングで、2019年の5月6日から5月12日までで第8位、5月13日から5月19日までで第9位に選ばれた。第3巻の発売時には同ランキングの10月7日から10月13日までで第2位、第4巻の発売時には同ランキングの4月20日から4月26日までで第5位、第5巻の発売時には同ランキングの12月7日から12月13日までで第6位、第6巻の発売時には同ランキングの5月3日から5月9日までで第3位、5月3日から5月9日までで第5位に選ばれた。

## コラボ
2019年12月には『終末のワルキューレ』と『転生したらスライムだった件』とのコラボが実施され、一部書店で3作品のコラボPOPとポスターが展開された。
2020年4月には単行本第4巻発売を記念して、同日に単行本が発売された殆ど死んでいるの『異世界おじさん』とのコラボイラストが公開された。両作には「おっさん×異世界」というテーマ、「次にくるマンガ大賞 2019」でU-NEXT特別賞を受賞という点が共通している。